# 文字列表
文字列表，世界的文字書寫系統按文字类型的列表。

## 图画文字和表意文字

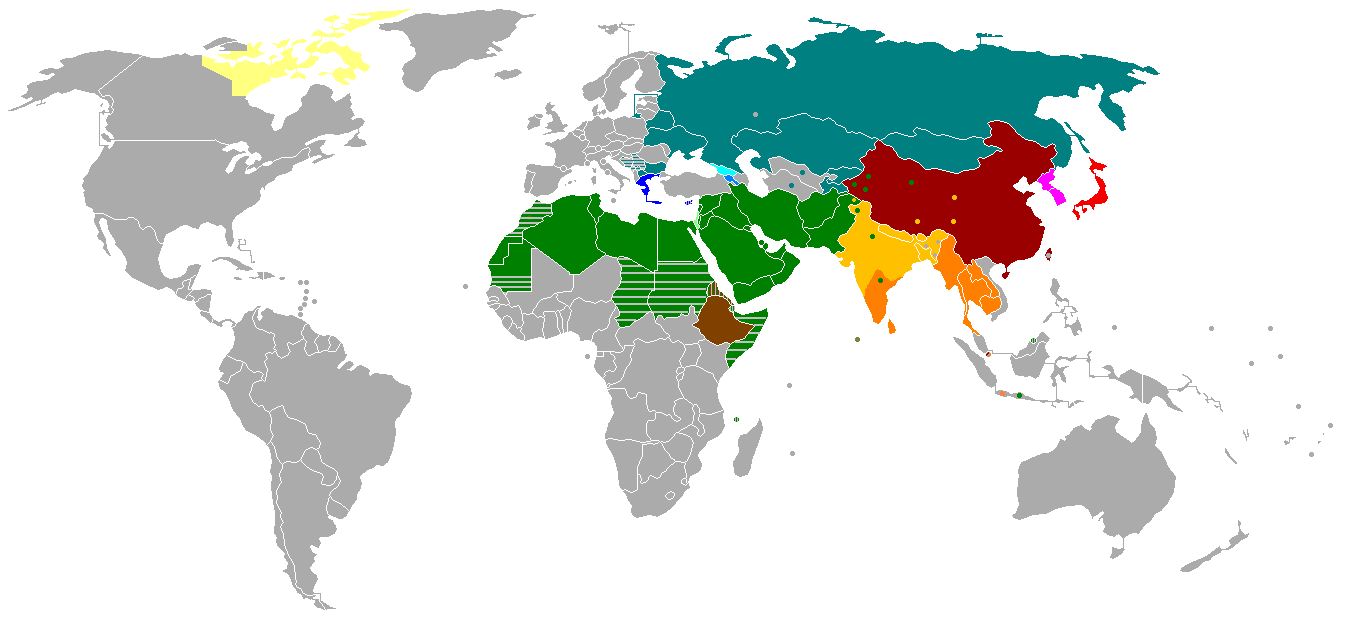

表意文字（Ideographic）（表意字符代表概念或思想，而不是语言中的一个特定单词）与图画文字（Pictographic）（字符是标志性图像）被认为不能表达语言所能传达的一切。文本没有单一的阅读方式，因为符号和语言之间没有一一对应的关系。在某些情况下，只有文本的作者才能确切地阅读它，可以说它们是被解释的，而不是被阅读的。这样的文本通常最适合作为口头文本的助记工具，或者作为口头表达的完善提纲。
- 阿丁克拉符号（Adinkra symbols），非洲加纳阿丁克拉族（Adinkra）的古老符号，一共有60多种不同的符号。
- 卢索纳文（Lusona），由跨越非洲东部赞比亚、刚果、安哥拉、扎伊尔等国的乔奎人（Chokwe）和卢查齐人（Luchazi）等使用的表意文字，历史可追溯到公元前6世纪。
- 恩西比底文字（Nsibidi），尼日利亚东南部本土的意符系统，有数千种符号，其中有记录的有500多个，来自Ejagham人。
- 凯达文字（カイダ文字/カイダー文字），カイダ字面意思仮屋，在琉球八重山的岛屿中使用，特别是在竹富岛，主要用于纳税通知书。
- 米克玛克象形文字（Miꞌkmaq hieroglyphic writing），加拿大东海岸原住民的米克玛克人（Miꞌkmaq）的语标符号。
- 奥吉布瓦文（Ojibwe "hieroglyphs"（英语：Ojibwe writing systems）），北美原住民阿尔冈昆语族的奥吉布瓦人使用的图画文字。
- 波瓦文（Siglas Poveiras/Marcas Poveiras），葡萄牙当地用以交流的符号系统，通常是标记个人财产或捕鱼设备，代代相传。
- 泰斯特拉文（Testerian），方济各会的雅各布·德·泰斯特拉（Jacobo de Testera）发明的向不熟悉字母书写系统的墨西哥土著人民传授基督教教义的图画文字系统，一直使用到19世纪。
- 尔苏沙巴文、纳木依帕孜文、木雅崩布文、普米韩规文、白马白莫文、贵琼贡巴文、尔龚布巴文、摩梭达巴文、嘉绒更巴文、羌族释比文 —— 一类基于斯巴苯历算符号发展来的体系。
- 他留铎系文
- 歌书，广南壮族坡芽歌书、八宝歌书等

还有一些符号系统用于表示语言以外的事物，或表示人工语言。其中一些是：
- 布力辛博語（Blissymbolics），没有发音系统，只是一种单纯的表意文字。
- iConji（iConji），一个免费的象形文字社交网络交流系统，它基于开放的，可视的字符词汇，并具有针对大多数主要语言的内置翻译。
- 多媒形文（MediaGlyphs），是以图形为基本结构的表意系统，其复杂的表现方式使其根本不能被当成文字，而是只能作为类似Emoji的符号使用。
- ISOTYPE（International System of TYpographic Picture Education），国际印刷图形教育系统，也称为维也纳图形统计方法（Viener Methode der Bildstatistik）。
- 繪文字（emoji），使用在网页和聊天中的表情符号。
- 索呐语（Sona language），肯尼思·西赖特（Kenneth Searight）创建的一种国际辅助人工语言。
- 耶基斯語（Yerkish，Lexigram、符號字），是一種為了非人類灵长目（黑猩猩）與人類溝通、所發展出的人工語言。
- 七肢桶文字（Heptapod B（英语：Heptapod languages）），2016年电影《降临》中设计了一种外星生物七肢桶 heptapods 使用的文字，该文字没有口语形式。在七肢桶B的概念设计完成后，帕特里斯·维尔梅特和他的团队开始设计字符背后的语义。团队随着对七肢桶B背后的语义有了更多的了解，他们开发了一本包含大约100个七肢桶 B 表意文字的词典，其中71个在电影中使用。通过对七肢桶B的深化，团队表示，有资源可以为七肢桶B构建更大的词汇表，但这个过程需要大量的时间。

非语意写作（Asemic writing）也包含表意文字。

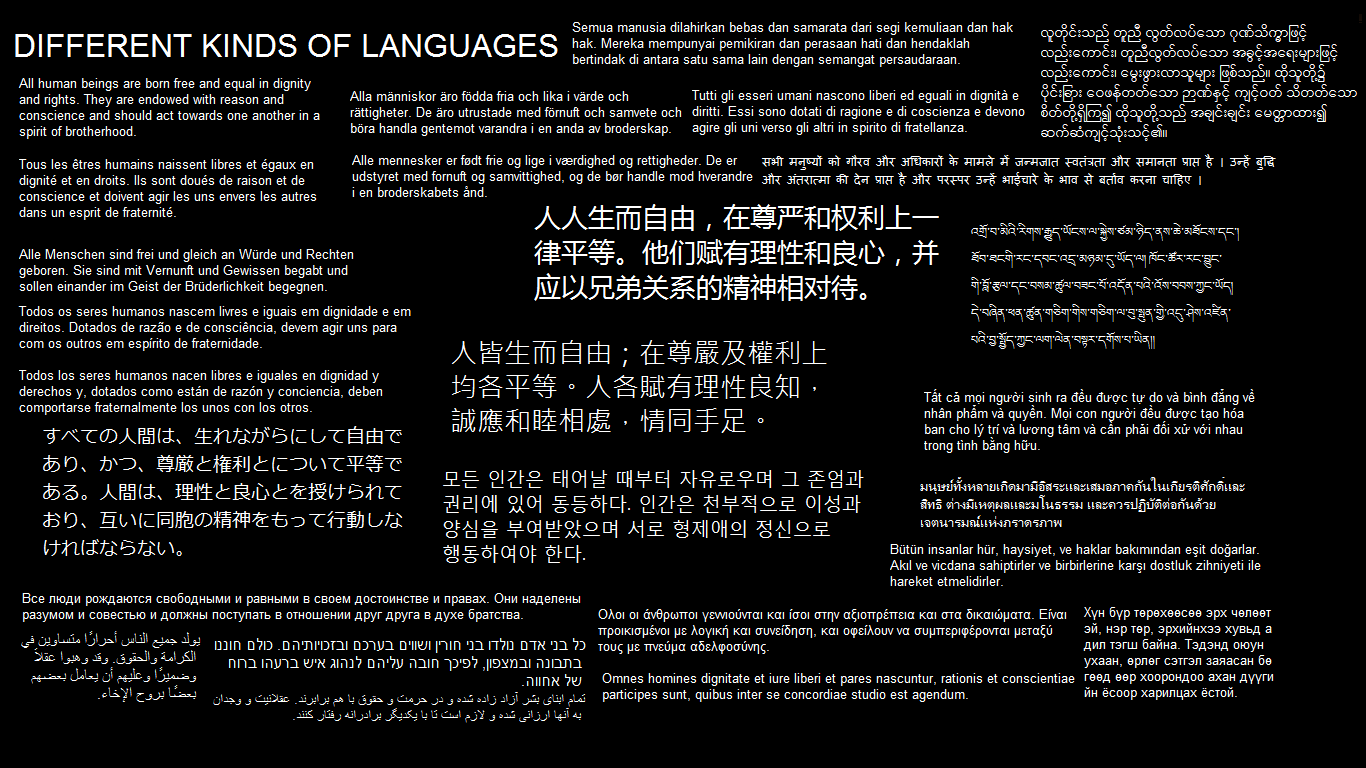
不同文字下的《世界人权宣言》第一条。

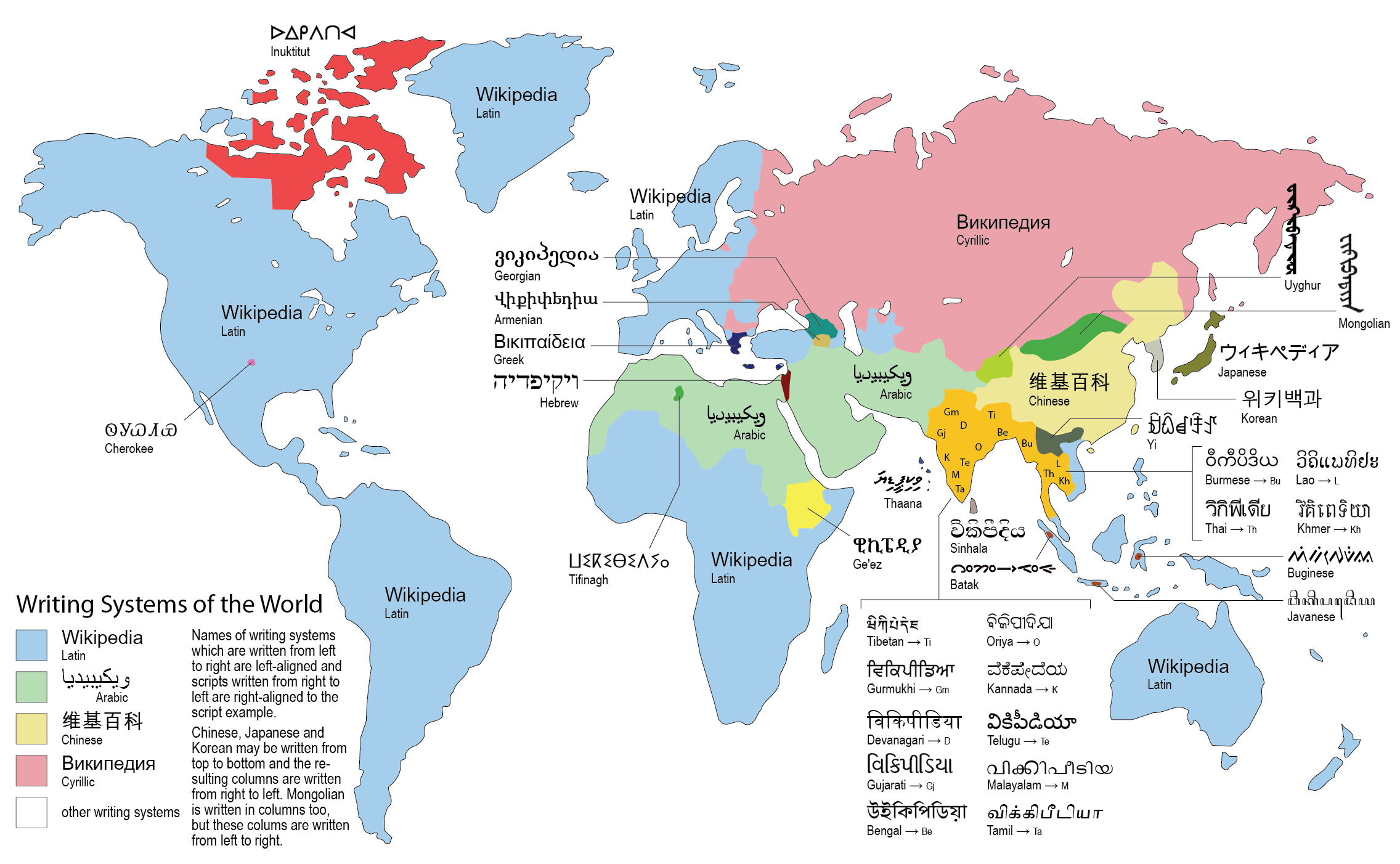
主要文字系統的分布圖

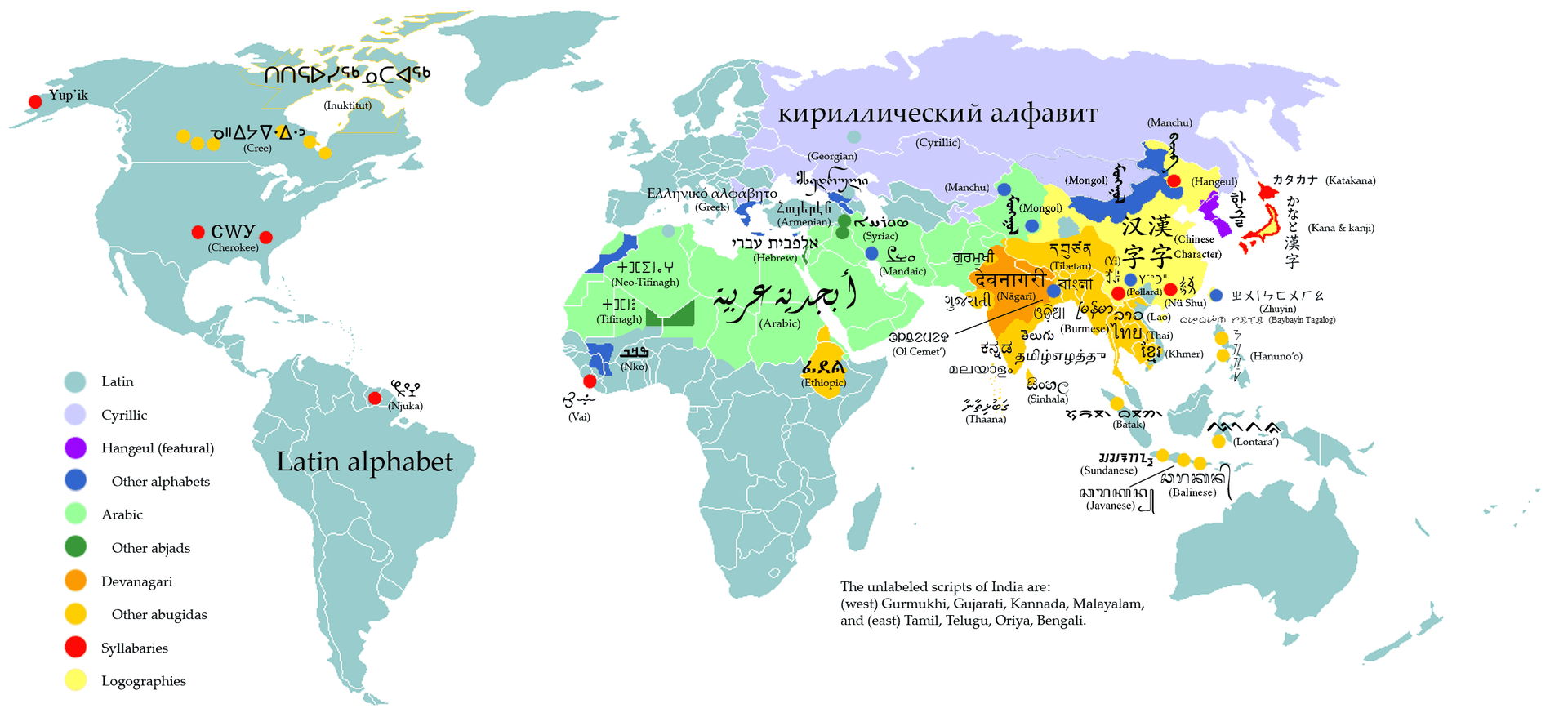
文字系統的類型分布圖
輔音音素文字：阿拉伯字母（阿拉伯語、波斯語等），希伯來字母（希伯來語）、其他
元音附標文字：婆罗米字母（天城文：印地語、梵語、尼泊爾語等），藏文字母（藏語等）、泰語字母（泰語）、其他
全音素文字：拉丁字母（拉丁語、英語、德語、法語等），西里爾字母（俄語等），朝鮮字母（韓語），希臘字母（希臘語）、其他
音節文字：假名五十音（日語），其他
意音文字：漢字（漢語、日語、韓語）

| 字母系統 [A]lphabetic                                              | 語素文字、音節文字 [L]ogographic，[S]yllabic           | 輔音音素文字 Abjad    | 元音附標文字 Abugida               |
| ------------------------------------------------------------------ | ------------------------------------------------------ | --------------------- | ---------------------------------- |
| 拉丁字母 西里爾字母 希臘字母 亞美尼亞字母 喬治亞字母 諺文 它拿字母 | 中文字 [L] 假名 [S] / 日本漢字 韓國漢字 原住民音節文字 | 阿拉伯字母 希伯來字母 | 北印度婆羅米 南印度婆羅米 吉茲字母 |

## 语素文字（意音文字）
在语素文字（Logographic）系统中，字符通常代表单词或语素（单词中有意义的成分），而不是语音元素，没有语素文字的文本是单纯由语素符号组成的。它们都包含表示语音（基于声音）元素的字符。这些语音元素可以单独使用（如表示语法屈折变化或外来词），也可以用作语素的语音补音（用于指定语素的声音，否则可能会表示多个词）。汉语的语音元素是内置在语素中的；在埃及语和玛雅语中，许多符号是纯语音的，而其他符号则根据上下文充当语素或语音元素。
基于辅音的语素文字系统（Consonant-based logographies）：
- 古埃及的书写系统
  - 埃及早期铭文（Egyptian early inscriptions）
  - 圣书体（Egyptian hieroglyphs）
    - 克弗提文（Keftiu（英语：Minoan language）），用埃及象形文字书写的一种米诺斯语。
    - 行草象形文字（Cursive hieroglyphs）
    - 僧侣体（Hieratic）
    - 世俗体（Demotic）
    - 麥羅埃文（Meroitic script），參照埃及聖書體及民書體而設計的拼音字母，有元音字母，两套字体，用以拼寫麥羅埃王國的麥羅埃語，亦有可能會用來拼寫努比亞王國的努比亞語。

基于音节的语素文字系统（Syllable-based logographies）：
- 原始苏美尔文（proto-cuneiform）
- 遠古楔形文字（Archaic cuneiform）
- 早王朝楔形文字（Early Dynastic cuneiform）
- 楔形文字（Cuneiform）/苏美尔-阿卡德楔形文字（Sumero-Akkadian cuneiform）
  - 苏美尔楔形文字（Sumerian cuneiform）
  - 阿卡德楔形文字（Akkadian cuneiform）、埃卜拉-马里楔形文字（Eblan-Mari cuneiform）、阿摩利楔形文字（Amorite cuneiform）、其他闪米特语楔形文字
  - 埃兰楔形文字（Elamite cuneiform）
  - 赫梯楔形文字（Hittite cuneiform）、卢维楔形文字（Luwian cuneiform）、其他印欧语楔形文字
  - 哈梯楔形文字（Hattic cuneiform）、卡斯基楔形文字（Kaskian cuneiform）、加喜特楔形文字（Kassite cuneiform）、胡里安楔形文字（Hurrian cuneiform）、乌拉尔图楔形文字（Urartian cuneiform）
- 原始埃兰文（Proto-Elamite script）
- 线形埃兰文（Linear Elamite）
- 乌拉尔图象形文字（Urartian Hieroglyphic（英语：Urartian language））
- 安纳托利亚象形文字（Anatolian hieroglyphs）
  - 象形文字卢维语（Hieroglyphic Luwian）
  - 象形文字胡里特语（Hieroglyphic Hurrian）
  - 象形文字乌拉尔图语（Hieroglyphic Urartian）
- 克里特岛文字
  - 克里特象形文字（Cretan hieroglyphs）
  - 线形文字A（Linear A）
  - 线形文字B（Linear B），迈锡尼希腊语，也包含表意文字。
  - 斐斯托斯圓盤（Phaistos Disc），阿卡洛科里双刃斧（Arkalochori Axe），两者可能使用同一套字符。
- 印度河文字/哈拉帕文字（Indus script/Harappan script）
- 比布鲁斯文（Byblos script）/伪象形文字（Pseudo-hieroglyphic script）
- 汉字
  - 汉字古文字
    - 甲骨文，无法以单一体系描述，应当划分更细致的文字体系。
    - 金文，无法以单一体系描述，应当划分更细致的文字体系。
    - 战国文字，无法以单一体系描述，应当划分更细致的文字体系。
      - 齐系文字
      - 燕系文字
      - 晋系文字
      - 秦系文字
      - 楚系文字
      - 越系文字

    - 籀文
    - 篆书
      - 大篆
      - 小篆
      - 古文

    - 隶书

  - 汉字方言字
    - 吴语字
    - 粵語字
    - 闽南话字
    - 客家话字
    - 四川方言字
    - 台灣客家語書寫推薦用字
    - 台閩漢字
      - 臺灣閩南語推薦用字
      - 閩南語漢字借音
      - 南管文字
      - 歌仔冊文字
      - 漢羅台文

  - 古巴蜀文字，有三种不同体系
  - 东夷文字，山东半岛商周时期东夷族群的文字
  - 中国西南少数民族方块土俗字，其中壮，瑶，苗不同支系的有不同的方块土俗字体系
    - 方块壮文，按支系和地域可以区分为不同体系
    - 方块布依字
    - 方块白文
    - 方块侗文
    - 方块毛南文
    - 方块仫佬文
    - 方块仡佬字
    - 方块哈尼文
    - 方块京文
    - 方块畲文
    - 方块瑶文
    - 方块苗文,种类很多，创制人不同，借用的汉字时代和体系不同，导致有多种不同书写系统
      - 古丈苗文
      - 老寨苗文
      - 板塘苗文

  - 越南境内的各民族土俗字
    - 喃字/越喃字/京喃字（Chữ Nôm）
    - 芒族喃字
    - 土族喃字
    - 岱喃字/岱依喃字/傣喃字（Chữ Nôm Tày）
    - 侬喃字（布侬）
    - 彦喃字（Chữ Nôm Ngạn）
    - 瑶喃字（Chữ Nôm Dao）

  - 琉球漢字
  - 日本漢字
    - 和製漢字/日本國字
    - 漢字假名混寫文/汉和混写

  - 朝鮮漢字
    - 韩国国字
    - 韓漢混用文/漢諺混寫

  - 口訣、吏讀、鄉札
  - 越南漢字
    - 漢喃文
    - 漢喃國語字混用文

  - 女書
  - 中国北方古代仿汉字文字
    - 吐谷浑字
    - 契丹大字
    - 女真文
    - 西夏文
- 中国南方自源文字
  - 传统彝文（爨文）-彝语，可以根据不同支系和语言分为至少6种书写体系：
    - 诺苏彝文（凉山彝文、四川彝文）- 彝语北部方言
    - 尼苏彝文 - 彝语南部方言
    - 纳苏彝文 - 彝语东部方言
    - 乌撒彝文 - 彝语东部方言乌撒土语
    - 撒尼彝文 - 彝语东南部方言撒尼土语
    - 阿哲彝文 - 彝语东南部方言阿哲土语
    - 云南规范彝文，云南省彝文规范领导小组整理的表意彝文，文字共计2258个。
    - 川、滇、黔、桂四省区“通用彝文”，包括2600多个彝文字的超方言表意彝文，后出版《通用彝文字典》共计收字4118字。

  - 东巴文-纳西语，包括俄亚东巴文、丽江东巴文、宝山东巴文等区域变体。
    - 汝卡文（阮可文）
    - 玛丽玛萨文

  - 哥巴文-纳西语
  - 水书-水语
  - 傈僳竹书-傈僳语
- 中美洲书写系统（Mesoamerican writing systems）玛雅文字以外的中美洲文字系统。
  - 奥尔梅克象形文字（Olmec hieroglyphs），一些零星地发现被认为是其文字，奥尔梅克文明的韦拉克鲁斯低地 Veracruz lowlands 的 Lomas de Tacamichapan 村发现的卡斯卡加勒斯石碑（Cascajal Block）。
    - 东南部文字支系
      - 地峡文字（Isthmian script）/爱比奥尔梅克文字（La Mojarra script 、Epi-Olmec script、'post-Olmec script'），爱比-奥尔梅克文化在中美洲特万特佩克地峡 Isthmus of Tehuantepec 使用。
      - 伊萨帕文字（Izapa script），前古典时代晚期，在危地马拉西南部高地玛雅的阿巴赫塔卡利克 Abaj Takalik（古称库加）和 卡米纳尔胡尤 Kaminaljuyú 考古遗址中发现的石碑刻文，很可能使用一种古老的米克斯-佐克语 Mixe–Zoquean ，而不是玛雅语言。
      - 瑪雅文字（Maya script），奇奥蒂语（Chorti）主要是碑文，尤卡坦语（Yucatec）主要是抄本。早期的古典馬雅語（Classic Maya language）分为原始尤卡坦语（Proto-Yucatecan）（北部，即尤卡坦半岛）和原始喬爾语（Proto-Chʼolan）（南部，即恰帕斯高地和佩滕盆地），后期出现三种变体，南部玛雅地区和高地的东部喬爾語变体（Eastern Chʼolan variety），乌苏马金塔地区（Usumacinta region）的西部喬爾語变体（Western Chʼolan variety），尤卡坦半岛（Yucatán Peninsula）的尤卡坦语变体（Yucatecan variety）。

    - 西部文字支系或称瓦哈卡支系（Oaxacan）
      - 萨波特克文字（Zapotec writing），萨波特克人使用的图画文字。
      - 特奥蒂瓦坎文字（Teotihuacan writing），特奥蒂瓦坎文化。
      - 紐伊涅文字（Ñuiñe writing），古典时期墨西哥瓦哈卡州的米斯特卡巴哈 Mixteca Baja 使用的书写系统。
      - 托尔特克文字（Toltec writing） - 墨西哥中部索齐考克 Xochicalco、特奥特南戈 Teotenango、马特拉塔 Maltrata，以及在卡卡斯特 Cacaxtla 和偶尔在图拉 Tula 发现。
      - 科苏马尔瓦帕文字（Cotzumalhuapa writing），科苏马尔瓦帕文化。
      - 米斯特克文字（Mixtec writing），米斯特克人使用的图画文字。
      - 阿兹特克文字（Aztec writing）-納瓦特爾語（Nahuatl），阿兹特克使用的图画文字。
- 朗格朗格文（Rongorongo glyphs），复活节岛拉帕努伊语 Rapa Nui。
- 巴穆姆文字（Bamum script），20世紀初由巴姆穆王國的蘇丹易卜拉欣·恩喬亞設計用于喀麥隆巴姆穆人的巴姆穆語。初期的巴姆穆字母文字還只是图画文字，後遂由象形文字的線形記號轉化而成半音節文字。
- 巴加姆文字/埃格哈普文字（Bagam script/Eghap script），喀麦隆的部分破译的有几百个字符的文字。
- 贝特文（Bété syllabary），科特迪瓦贝特语 Bété，20世纪50年代由艺术家弗雷德里克·布鲁利·博布尔 Frédéric Bruly Bouabré 创造，它由大约440个象形文字组成，这些文字代表着生活场景，单音节单词。
- 包钦豪文（Pau Cin Hau script），在佐米语中称为 Pau Cin Hau lai 或 Zo tual lai，是由缅甸钦邦的佐米宗教领袖 Pau Cin Hau 创建的两种文字之一种语标文字，由 1,050 个字符组成，根据宗教文本中出现的字符数量，最初的文字于1902年制作，但据信至少经历了两次修订，其中第一次修订产生了标语文字。
- 道本文字，（道本语 toki pona）有两种语素文字，Sitelen Pona（好／简单的文字／图画）书写系统是由索尼娅·兰创建，sitelen sitelen（画出来的的文字／图画）书写系统是种更为复杂的非线性书写系统，又称sitelen suwi（可爱的文字／图画），由乔纳森·盖贝尔 Jonathan Gabel 创制。
- 淑歌娜文，kikomas创制的网络虚拟蓝地王国的人造语言蓝地语 Shōhnagoh Taba 的书写系统，是一种以圆形字块为主要构型的语素音节文字。

## 音节文字
音节文字（Syllabaries），在音节中，字符代表音节或口音。
- 阿卡古伊博字母（Akagu Igbo alphabet），专为伊博语设计的字母表，用于补充现代化的 恩西比迪字符 Nsibidi。
- 阿法卡音节文字（Afaka syllabary）– 恩杜卡语 Ndyuka
- 阿拉斯加-尤顿文（Alaska or Yugtun script）– 中央尤阿拉斯加-皮克语 Central Alaskan Yup'ik，乌雅库克 Uyaquq 在 1900年左右发明的音节文字。最初他使用土著象形文字作为最初文字的一种形式，用于宣讲圣经的助记符。后来他和他的助手们对其进行了发展，使它成为完整的音节文字。
- 切诺基音节文字（Cherokee syllabary），美國切羅基人
- 塞浦路斯-米诺斯音节文字（Cypro-Minoan syllabary）/线形文字C（Linear C）
- 塞浦路斯音节文字（Cypriot syllabary），书写真塞浦路斯语（Eteocypriot）和阿卡多塞浦路斯希腊语（Arcadocypriot Greek）
- 邓宁文（Dunging script/Iban syllabary），用于伊班语 Iban，由 Dunging anak Gunggu 在1947年创制，于1962年将原来的77个音节修改为现在的59个音节。
- 门德基卡奎文（Mende Kikakui script），记录门德语 Mende，最初是由伊斯兰学者穆罕默德·图雷 Mohammed Turay，1850年出生在一个叫 Maka 的小镇（塞拉利昂南部的巴里酋长国）设计的。图雷的古兰经学生基西米·卡马拉 Kisimi Kamara，是图雷姐姐的孙子，卡马拉还与图雷的女儿玛丽亚 Mariama 结婚。图雷设计了一种名为门德·阿巴哈达（Mende Abajada）的书写形式。其灵感来源是阿布贾德文，Vai音节，古老的门德图画字符和密码字符。卡玛拉将图雷的门德·阿巴哈达进行了一些调整（按字符顺序排列），并且可能对应于文字的前42个字符。卡玛拉在他的兄弟的帮助下进一步完善了该文字，并添加了150多个其他音节字符。
- 格贝列音节文字（Kpelle syllabary），大约是1935年由利比里亚萨诺伊酋长格比利 Gbili 发明的，用于利比里亚和几内亚的格贝列语Kpelle。
- 洛马音节文字（Loma syllabary），在20世纪30年代和40年代用于利比里亚和几内亚的洛马语 Loma。
- 马萨巴文字（Masaba script/Ma-sa-ba），由Woyo Couloubayi（c.1910-1982）在1930年代初为马里的班巴拉语 Bambara言发明的音节文字。
- 纳瓦古阿内克文（Nwagu Aneke script），在50年代末期由纳瓦古 阿内克 Nwagu Anek e的创制，用于伊博语 Igbo 的 Umuleri 方言。
- 瓦依音节文字（Vai syllabary），用于非洲曼迪語族，是莫莫卢·达沃尔卢·布克莱 Momolu Duwalu Bukele 在1833年发明的书写瓦伊语的。
- 沃莱艾文（Woleai script）/卡罗琳岛文字（Caroline Island Script）
- 汉字衍生的音节文字和记音文字
  - 白狼歌，可能的羌语支
  - 越人歌，可能的古越语
  - 汉字记音蒙古文，《蒙古秘史》与《华夷译语》使用
  - 汉字记音满文，《子弟书》与《满族说部》使用
  - 其他中国少数民族语言使用汉字记音，纳西语、土家语、水语、德昂语
  - 汉字记音的台湾高山族番歌，西拉雅语、洪雅语、巴布萨语、巴布拉语、巴则海语、道卡斯语、凯达格兰语、排湾语等
  - 阿细彝字，汉字衍生
- 使用纳西东巴文记音记录其他语言
  - 东巴文记音汉语、东巴文记音藏语、东巴文记音傈僳语、东巴文记音白语、东巴文记音彝语、东巴文记音普米语
- 音节彝文
  - 凉山规范彝文/四川规范彝文，819个字代表凉山彝语813个音节，实际应用的应该是1165个字。
  - 滇川黔桂四省区通用规范彝文，由滇川黔桂四省（区）民语委、彝学会制定的拼音方案和通用的规范彝文标准方案，49个辅音和10个元音，5598个彝文字。
- 假名（仮名、かな）- 日语
  - 万叶假名（万葉仮名、まんようがな）
  - 平假名（平仮名、ひらがな）
  - 片假名（片仮名、かたかな）
  - 變體假名（変体仮名、へんたいがな）
    - 琉球文，現代琉球語以琉球汉字和假名作為文字。有些琉球語詞彙與日語有差異，便會使用意思對應的漢字，並附以獨特的訓讀。目前琉球語的假名表記法共有四種。
      - 慣習表記法，完全按日語發音，使用日語片假名表記。
      - 協議會表記法，沖繩語普及協議會]提出的一種表記方案。
      - 琉球大學表記法，由琉球大學下屬的沖繩言語研究中心]提出。與其他表記法不同的是，該表記法試圖更準確地記載發音，使用片假名書寫。本文為了方便起見，改用較為常見的平假名進行表記。
      - 新沖繩文字，船津好明在其著作《美妙的沖繩方言》（美しい沖縄の方言，ISBN 4-905784-19-0）中提出的一種新型琉球語表記法。他使用日本語的平假名記載琉球語，並發明了一些記載琉球語專用的新假名。

    - 阿伊努片假名，阿伊努語官方文字是採用一種改良的阿伊努片假名來書寫，但亦有人採用拉丁字母。阿伊努語有自己的報章《阿伊努時報》，而這份報紙是同時採用兩種文字印刷。
    - 臺灣語假名，是臺灣日治時期時，日本官方以日語假名拼讀闽南话話的假名系統，功用類似日文之振假名或中文之注音符號。
    - 廣東語假名，為臺灣日治時期時的以日語假名拼讀客家語的系統，基礎音系兼有四縣腔和海陸腔的特點，類似日文的振假名或中文的注音符號，其通行範圍並不廣泛。
    - 协和语-满洲假名，协和语是日本殖民的中国东北地区的一种日语和汉语混杂的皮钦语，主要存在时期自清末日俄战争后至1945年满洲国灭亡，满洲国和日本的学者尝试用片假名来书写“满洲语”即满洲国的汉语，即满洲假名（満州カナ）。
- 琉球古字（琉球古字、りゅうきゅうこじ）- 古代琉球文字
- 神代文字（神代文字、じんだいもじ、かみよもじ）- 古代日本文字
- 神志文字（神誌文字、신지문자（朝鲜语：신지문자））- 古代朝鮮文字，也称为神誌秘詞文（신지비사문）

### 半音节文字
半音节文字（Semi-syllabaries），一些辅音-元音组合被写成音节，而另一些则被写成辅音＋元音。
- 古西班牙文字（Paleohispanic scripts）
  - 伊斯潘卡文字（Espanca script）
  - 西南古西班牙文字（Southwest Paleohispanic script）/塔尔特西安文字（Tartessian Script）/西南文字（Southwest Script/Southwestern Script）/南卢西塔尼文字（South Lusitanian Script）
  - 东南伊比利亚文字（Southeastern Iberian script）
  - 东北伊比利亚文字（Northeastern Iberian script），有两种主要变体，二元（dual）和非二元（non-dual）；两种变体的主要差异在于对清浊塞音符的不同处理上，二元体属于比较古老的一种形态，大约在公元前3世纪之前被广泛使用，非二元体则在前2世纪至前1世纪成为主流。
  - 凯尔特语文字（Celtiberian script），按照使用地域分为两种变体：西部体与东部体。
- 古波斯楔形文字（Old Persian cuneiform）
- 埃斯卡扬文（Eskayan script），菲律宾薄荷岛（Bohol）的音节文字，一个名叫Pinay的人在1908年发明。虽然是基于字母表的，但一些音节特征仍然存在，以拉丁草书为基础，该文字大约在 1920-1937 年间发展起来。虽然该文字用于表示菲律宾南部广泛使用的维萨扬语（Visayan）（宿务语 Cebuano），但它的特殊作用在于书面再现一种被称为埃斯卡扬语 Eskayan 或比萨扬语 Bisayan 的乌托邦式语言。
- 巴穆姆文字（Bamum script），一个有缺陷的音节文字，用字母来填补缺陷。
- 注音符号 - 汉语的注音符号，注音符號主方案爲國語而設計。
  - 基於漢語各種方言的注音需求，國語統一籌備委員會1932年四月出版了《注音符號總表》，由趙元任擔任主編，以注音符號為基礎修改，增加40個符號，稱作「閏音符號」，用來為各種漢語注音，例如粵語注音符號、蘇州注音符號、潮汕注音符號等。
  - 臺灣方音符號，在闽南話、客家話的教學上，臺灣省國語推行委員會另外增添新符號以能拼讀這些「鄉土語言」。連江縣政府也在教育部指導下推出馬祖閩東（福州）話注音符號。
  - 台灣原住民族語注音字母，國民政府來台灣推動國語運動的背景下，由國語推行委員會及長老教會制定了族語注音字母。排灣文注音字母、太魯閣文注音字母等。
- 國音新字（Quốc Âm Tân Tự），发明者是南定市俗家，姓阮，号五星聚斗。是一种由汉喃字笔画组成的拼音文字（类似于日语片假名或汉语注音字母），有22个cán tự／幹字和110个chi tự／枝字，幹字表示声母，枝字表示韵母。其中枝字由幹字字形派生而來，每個幹字有5個派生枝字。
- 契丹小字 - 由原字叠加
- 救世苗文（Pahawh Hmong）／杨雄录苗文

## 音素文字
音素文字（Segmental scripts），字形表示语言的音素，声音的基本单位。文字字形与语言的音素之间不必（也很少是）一对一的对应关系。一个音素可以仅由某种音素的组合或字符串表示，同一音素可以由一个以上的不同音素表示，同一音素可以代表一个以上的音素，或以上所有的某种组合。
音素文字可以根据它们记录的音素类型进一步划分：

### 辅音音素文字
辅音音素文字（Abjads），每個符號都代表輔音，字母表只有輔音字母，沒有元音字母。輔音音素文字的元音通常不標出而暗含於音韻中，即使有也是選擇性地標記，並非主流的書寫形式。
- 乌加里特字母（Ugaritic alphabet），用于乌加里特语（Ugaritic language）、胡里安语（Hurrian language）。
- 原始西奈字母（Proto-Sinaitic script），公元前1500年，在巴勒斯坦和西奈半島發現。
- 恐怖峽谷字母（Wadi el-Hol script），公元前1800年，在中埃及發現。
- 原始迦南字母（Proto-Canaanite alphabet），約公元前15世紀，黎凡特文本內發現。
- 迦南系字母（Canaanite alphabet），約公元前11-6世紀，黎凡特的各种与腓尼基字母有关的文字。
  - 腓尼基字母（Phoenician alphabet），用于腓尼基语和其他迦南语，古希伯来语（Palaeo-Hebrew）、古腓尼基语（Archaic Phoenician）、腓尼基语（Phoenician）、早期亚拉姆语（Early Aramaic）、晚期腓尼基草书（Late Phoenician cursive）、腓尼基纸莎草纸（Phoenician papyri）、希罗亚希伯来语（Siloam Hebrew）、希伯来印记文（Hebrew seals）、亚扪语（Ammonite）、摩押语（Moabite）和布匿语（Punic）。
  - 非利士文（Philistine script/Neo-Philistine script），使用于非利士平原上的5个王国，加沙、亚实基伦（Ascalon）、亚实突（Ashdod）、迦特（Gat）、以革伦（Eqron）。非利士人可能起源於印歐語系的民族，最初的语言可能与迈锡尼语有关，在非利士人的各个地方都发现了许多有铭刻微型封泥。在公元前10-7世纪，非利士人的语言似乎只是当地迦南方言连续体的一种，使用的是迦南字母的一种独特版本，弗兰克·摩尔·克罗斯（Frank Moore Cross）称其为新非利士文。
  - 亚扪文（Ammonite script），居住在现代的约旦首都安曼，公元前11-6世纪的亚扪王国，用于亚扪语。
  - 以東文（Edomite script），公元前11-6世纪以东王国，用于以东语。
  - 布匿文（Punic alphabet），布匿語又稱迦太基語、腓尼基布匿語，在古迦太基使用的語言。
  - 摩押文（Moabite script），公元前10-6世纪摩押王国，用于摩押语。
- 古希伯来字母（Paleo-Hebrew alphabet）
  - 撒马利亚字母（Samaritan alphabet），記錄阿拉伯语、希伯來語和亞拉姆語。
- 阿拉米字母（Aramaic alphabet）
  -     - 早期阿拉米字母（Early Aramaic）
    - 皇室阿拉米字母（Imperial Aramaic）
    - 曼德恩字母（Mandaic alphabett），阿拉姆语曼德恩方言 Mandaic dialect of Aramaic，有元音。
    - 方形阿拉米字母（Square Aramaic Alphabet），有元音。

  - 埃利邁字母（Elymaic alphabet），在古埃利邁斯國使用。
  - 哈特拉字母（Hatran alphabet），在哈特拉的阿拉姆，书写现今的伊拉克北部的早期居民讲一种方言。
  - 希伯来字母（Hebrew alphabett），用于希伯来语、卡拉伊姆语（Karaim）、猶太-阿拉伯語（Judæo-Arabic）、拉迪諾語／犹太西班牙语（Ladino）、意第绪语（Yiddish）和其他犹太语言。
    - 阿斯許利字母（Ashuri alphabet Ktav Ashuri），希伯莱语中传统的希伯来字母，用来写希伯来文和阿拉姆语。
    - 希伯来草书字母（Cursive Hebrew）
    - 拉什字母（Rashi script），半草书体的希伯来字母。
    - 索利特雷奥字母（Solitreo），希伯来字母的草书形式。
    - 意第绪字母（Yiddish alphabet），使用希伯來方塊字體。19世紀初，半弧形草书体的“阿胥肯納吉”（Ashkenazi）字體是最常用的，俗稱為Vayber-taytsh，又稱為Masheyt。
    - 方形希伯来字母（square Hebrew/Jewish script/square script/block script）

  - 帕尔米拉字母（Palmyrene alphabet）
  - 叙利亚字母（Syriac alphabet），亚述新亚兰语（Assyrian Neo-Aramaic）、迦勒地新亚兰语（Chaldean Neo-Aramai）、叙利亚语（Syriac）、图罗尤语（Turoyo）、其他新亚兰语（Neo-Aramaic）。
    -       - 圓形敘利亞字母（Esṭrangēlā）
      - 線條敘利亞字母（Serṭā）/塞尔托文，也称为簡單敘利亞字母（Pšīṭā）、马洛尼文（Maronite）、雅各石文（Jacobite）。
      - 東部敘利亞字母（Maḏnḥāyā），也称为当代敘利亞字母（Swāḏāyā）、亞述文（Āṯūrāyā）、迦勒底文（Kaldāyā）、聶斯脫里文（Nestorian）。

    - 加许尼文（Garshuni）使用叙利亚字母书写的阿拉伯文，起源于七世纪，土耳其语、库尔德语、波斯语、粟特语、马拉雅拉姆语等其他语言偶而也曾用叙利亚字母书写，有时也被称为加许尼文。
    - 粟特字母（Sogdian alphabet），早期粟特字母（Early Sogdia）、佛经粟特字母（Sogdian Buddhist scriptures）、回鹘草书（"Uyghur" cursive script）。

  - 納巴泰字母（Nabataean alphabet）／西亚拉姆文，公元前11世纪至公元3世纪。
    - 阿拉伯字母，阿拉伯语（Arabic）、阿塞拜疆语（Azeri）、吉大港语（Chittagonian）（历史上）、旁遮普语（Punjabi）、俾路支语（Baluchi）、克什米尔语（Kashmiri）、普什图语 （Pashto）、波斯语（Persian）、库尔德语（Kurdish）（必须有元音）、信德语（Sindhi）、维吾尔语（Uighur）（必须有元音）、乌尔都语（Urdu）、马来语（Malay）（爪夷文 Jawi）以及非洲、西亚、中亚和东南亚使用的许多其他语言。
      - 爪夷字母（Jawi script），书写马来语，同时在菲律宾、马来西亚、印度尼西亚和新加坡也得到一定程度的应用，特别是在宗教文书方面。
      - 佩贡字母（Pegon script），用于爪哇语（Javanese）、马杜雷斯语（Madurese）、巽他语（Sundanese）。
      - 哈尼菲罗兴亚字母（Hanifi script），罗兴亚人（Rohingya）。

  - 摩尼教字母（Mandaic script/Manichaean script）
  - 巴列维字母（Pahlavi script），中古波斯语（Middle Persian）
    -       - 碑铭帕提亚文（Inscriptional Parthian）
      - 碑铭巴列维文（Inscriptional Pahlavi）萨珊巴列维语
      - 诗篇巴列维文（Psalter Pahlavi）安息巴列维语
      - 书籍巴列维文（Book Pahlavi）

    - 阿維斯陀字母（Avestan alphabet/dabireh/din dabiri），有元音。
      - 帕赞德文字母（Pazend/Pazand），记录中古波斯语，有元音。

  - 提非納字母（Tifinagh），主要用來書寫柏柏爾語。
    - 东部利比亚提非納文（Eastern Libyc Tifinagh）/努比亚提非納文（Numidian Tifinagh）
    - 西部利比亚提非納文（Western Libyc Tifinagh）/摩尔提非納文（Moorish Tifinagh）
    - 布恩杰姆利比亚提非納文（Bu Njem Libyc Tifinagh）/利比亚提非納文（Libyan Tifinagh）
    - 撒哈拉利比亚提非納文（Saharan Libyc Tifinagh）/加拉曼蒂提非納文（Garamantian Tifinagh）
    - 圖阿雷格提非納文（Tuareg Tifinagh），圖阿雷格语使用，也用来记录其他相邻语言，例如桑海語族的塔达尔语（Tagdal）。
    - 新提非納文（Neo-Tifinagh），近代改良，以適合現代書寫用途的，记录塔马塞特语（Tamazight），皇家阿马齐格文化研究所（French: Institut royal de la culture amazighe（IRCAM）改良的称为 Tifinagh IRCAM，有元音。
- 古代北阿拉伯字母（Ancient North Arabian，ANA），指除古代南阿拉伯字母（ASA）以外的所有的南闪族文字，用于阿拉伯中部和北部绿洲的达达尼亚语（Dadanitic）、杜迈提克语（Dumaitic）、泰马特语（Taymanitic）、游牧民族的希斯麦语（Hismaic）、萨法伊语（Safaitic）、赛莫德语 B，C，D Thmudic B，C，D，以及可能的南部赛莫德语 F Thamudic F/Southern Thamudic。
  - 达达尼特文（Dadanitic script）/利雅特文（Lihyanite script），最初称为利雅特文，1937年，FV Winnett建议分为早期德丹文（Dedanite script）和晚期利雅特文，2000年，迈克尔·麦克唐纳（Michael CA Macdonald）提议将所有铭文以达达尼特文的名称处理。
  - 杜马迪克文（Dumaitic script）
  - 哈赛提克文（Hasaitic script/Thmudic E）
  - 希斯麦文（Hismaic script）
  - 萨法伊文（Safaitique script）
  - 泰马特文（Taymanitic script/Thmudic A）
  - 赛莫德文（Thamoudeen script），是19世纪的学者对北阿拉伯文字中的大量未详细研究的铭文的统称，它们不一定是由赛莫德古代部落的成员雕刻的。1937年，弗雷德·V·温内特（Fred V. Winnett）将当时已知的文本粗略分为五个类别：A、B、C、D、E。1951年，在沙特阿拉伯西南部又记录了9000多个文本，并将其命名为Southern Thamudic/Thamudic F。温尼特（Winnett）的进一步研究表明，Thamudic A 文字代表了可以明确定义的文字，因此命名为Taymanite，后来又改为泰马特文（Taymanitic）。杰拉尔丁·MH·金（Geraldine MH King）对 Thamudic E 的研究也是如此，现在被称为“ 哈赛克文（Hismaic）。Thamudic B，C，D 和 Southern Thamudic 仍有待详细研究。
- 古代南阿拉伯字母（Ancient South Arabian），用于古南阿拉伯语支的希木叶尔语（Himyaritic）、哈德拉毛语（Hadhramautic）、麦因语（Minaean）、示巴语（Sabaean／Sabaic）、卡塔班语（Qatabanic）、哈赛提克语（Hasaitic）、埃塞俄比亚语支的盖兹语（Ge'ez）。
  - 示巴文（Sabaean script）
  - 希木叶尔文（Himyaritic script）
  - 麦因文（Minaean script）
  - 哈德拉毛文（Hadhramautic script）
  - 卡塔班文（Qatabanic script）
  - 奥萨因文（Awsānian script）可能是不同于卡塔班语的独立语言。
  - 吉茲字母（Geʽez abjad（英语：Geʽez script）），早期的辅音音素文字系统。

### 全音素文字
全音素文字中辅音和元音都是单独的字母，不是变音符号。

#### 线性非特征字母
基于线性非特征字母表（Linear nonfeatural alphabets）的音素文字系统
线性字母是由表面上的线条构成的，如纸上的墨水。
- 博拉馬字母（Borama script），索马里，1933年左右由阿卜杜拉赫曼·什努尔酋长 Sheikh Abdurahman Sh. Nur 在伽达布尔西 Gadabuursi创制。
- 卡达尔字母（Kaddare script），索马里，1952年由侯赛因·谢赫·艾哈迈德·卡达尔 Hussein Sheikh Ahmed Kaddare创制。
- 奧斯曼亞字母（Osmanya alphabet），索马里，1920年和1922年间由霍比奥苏丹国 Sultanate of Hobyo 的奥斯曼·尤瑟夫·肯纳迪 Osman Yusuf Kenadid，儿子苏丹·优素福·阿里·肯迪德 Sultan Yusuf Ali Kenadid 和弟弟苏丹·阿里·优素福 Sultan Ali Yusuf Kenadid 发明。
- 高加索阿尔巴尼亚字母（Caucasian Albanian alphabet），古老的乌迪语 Udi。
- 爱尔巴桑字母（Elbasan script），阿尔巴尼亚语 Albanian
- 贝拉特字母（Codex of Berat alphabet），阿尔巴尼亚语 Albanian
- 吉罗卡斯特字母（Gjirokastër alphabet）/维索贝字母（Veso Bey alphabet），阿尔巴尼亚语 Albanian
- 托德瑞字母（Todhri alphabet），阿尔巴尼亚语 Albanian
- 韦拉让字母（Vellara alphabet），阿尔巴尼亚语 Albanian，发现于19世纪初希腊人 Ioannis Vilaras（Jan Vellara）遗留的手稿。
- 维特库其字母（Vithkuqi script/Beitha Kukju），阿尔巴尼亚语 Albanian
- 阿德拉姆字母（Adlam script），塞内冈比亚语族富拉语 Fula。
- 阿里亚卡字母（Ariyaka alphabet），是暹罗国王拉玛四世 Mongkut Rama IV（1804-1868年）发明的，作为巴利语 Pali的替代字母表。
- 阿沃利字母（Avoiuli），瓦努阿图拉加语Raga。
- 巴萨字母（Bassa script）/巴萨瓦字母（Bassa Vah），尼日尔-刚果语系巴萨语 Bassa。
- 卡莫尼卡字母（Camunian alphabet），意大利古字母。
- 库奇-考克斯字母（Coorgi–Cox alphabet），达罗毗荼语系科达瓦语 Kodava。
- 融合速记（Eclectic shorthand），又称 Cross shorthand 或 Eclectic-Cross shorthand，J. G. Cross创制的英语速记系统。
- 富拉巴字母（Fula Ba），塞内冈比亚语族富拉语 Fula，由马里的Adama Ba于1963年左右创建。
- 富拉迪塔字母（Fula Dita/Fula A/Fula-1），塞内冈比亚语族富拉语 Fula，由Oumar Dembele创建的，在1958年至1966年之间使用，由31个辅音字母和8个元音组成的字母表。
- 加雷字母（Garay alphabet），尼日尔-刚果语系大西洋语支沃洛夫语 Wolof，尼日尔-刚果语系曼德语族曼丁卡语 Mandinka。
- 加贝尔斯贝格速记（Gabelsberger shorthand），是由 F·X·加贝尔斯贝格（1789年-1849年）為日耳曼語所創的速記法。
- 古隆凯帕字母（Gurung Khe Phri），用来记录古隆语 Gurung，对这种文字知之甚少，似乎是一个字母表，有29个辅音，6个元音和一组0到9的数字。
- 罗字母（Luo script/罗湖滨文（Luo Lakeside script），科法·欧姆贝瓦（Kefa Ombewa）于2009年开始研究罗字母表，保罗·西丹迪（Paul Sidandi），独立地开始了对罗数字的研究。这两个人于2013年在Twitter上见面，决定将字母和数字合并为一个项目，所产生的字体名为KefaSidandi字体。书写罗语言，特别是肯尼亚的Dholuo方言。
- 梅德法伊德林字母（Medefaidrin）（Medefidrin，Obɛri Ɔkaimɛ），是一种人工语言及文字，由20世纪30年代尼日利亚的伊比比奥会众 Ibibio congregation 为基督教创建的[礼仪语言]。
- 蒙达里尼字母（Mundari Bani）（Medefidrin，Obɛri Ɔkaimɛ），社区长者兼作家 Rohidas Singh Nag 于1980年底发明并出版了字母书写系统，在印度东部南亚语系蒙达里语Mundari使用。
- 姆鲁字母（Mru script/Mro），由 Menlay Murang或Manley Mro 于1980年代创建的，记录汉藏语系姆鲁语 Mro。
- 西非書面字母/西非書面文字/西非書面語言/恩科字母（N'Ko），马尼卡语 Maninka，班巴拉语 Bambara，迪尤拉语 Dyula。
- 奥杜杜瓦字母（Oduduwa script）是由一位名叫 Tolúlàṣẹ Ògúntósìn 的贝宁约鲁巴族酋长于2016年或2017年为尼日利亚和贝宁的约鲁巴语发明的。Ògúntósìn 认为该文字是约鲁巴神话祖先奥杜杜瓦（Oduduwa）在2011年至2016年的一系列梦中向他透露的。
- 欧甘字母（Ogham），盖尔语 Gaelic，不列颠语 Britannic，皮克特语 Pictish。
- 奥尔奇基字母（Ol Chiki script/Ol Cemet'/Santali alphabet），南亚语系蒙达语族桑塔利语 Santali。
- 奥尔奥纳尔字母（Ol Onal），由 Ol Guru Mahendra Nath Sardar 在1981年至1992年间创建。西孟加拉邦、贾坎德邦、奥里萨邦和阿萨姆邦的部分地区用来书写普密吉语 Bhumij。
- 包钦豪字母（Pau Cin Hau script），是由缅甸钦邦的佐米宗教领袖 Pau Cin Hau 创建的两种文字之一种拼音文字，是57个字符的简化文字，分为21个辅音、7个元音、9个韵母、20个声调、长度和声门标记。该系统是为佐米语Zomi 设计的，但能够转录其他Zo语言，因为有额外的字母和声调标记来表示其他 Chin 语中存在但 Zomi 中不存在的声音。该文字在该地区的基督教文学中的使用也很有限，1931-32年在缅甸创作的一些浸信会文献就证明了这一点。
- 沙耶武里苗文（Sayaboury script/Eebee Hmong/Ntawv Puaj Txwm），用于书写在老挝和美国普遍使用的苗族（白苗族）方言。
- 萨利富豪萨字母（Salifou Hausa alphabet/Gobiri），在尼日尔的马拉迪以北可能有人使用书写豪萨语 Hausa。
- 唐萨字母（Tangsa language），1990年，藏南地区 Namphai Nong 的 Lakhum Mossang 为唐萨语 Tangsa 创建了字母表。唐萨文字开发委员会成立于2019年，在 Lakhum Mossang 去世后继续维护唐萨文字。
- 提弗字母（Tafi script），在1970年代提出，用于书写豪萨语，也可以用于伊博语和约鲁巴语。
- 托隆锡基字母（Tolong Siki script），1999年 Narayan Oraon 为达罗毗荼语系库鲁克语 Kurukh发明。
- 托托字母（Toto script），汉藏语系萨尔语群托托語（Toto）。
- 万乔字母（Wancho script），是藏南龙丁区 Longding 中学教师班旺洛苏 Banwang Losu 于2001年至2012年间创作的用于书写万乔语 Wancho的字母表。
- 瓦朗奇蒂字母（Warang Citi/Varang Kshiti/Barang Kshiti），用于蒙达语族霍语HO，1950年代拉科·波多拉 Lako Bodra 声称是13世纪 Deowan Turi 发明的。形似婆罗米字母，但不是元音副标文字，分大小写。
- 古库尔德文（Old Kurdish script），来自伊本·瓦什亚 Ibn Wahshiyya 于公元 856 年出版的《Shawq al-Mustaham》一书，书中记录了一种古老的库尔德字母表，也有人声称，古库尔德文字与伊本·瓦希亚书中发现的其他几种文字一样，都是奇妙的发明。
- 雅兹迪字母（Yezidi script），用于用库尔德语书写，特别是库尔曼吉方言 Kurmanji（也称为北库尔德语）。该文字出现在历史手稿 Meṣḥefa Reş 和 Kitêba Cilwe 中。人们普遍认为这两份手稿是西方赝品，其中夹杂着一些真实的传统。2013年，格鲁吉亚雅兹迪精神委员会决定恢复雅兹迪文字。
- 扎格哈瓦字母（Zaghawa script/贝利亚字母（Beria script）/骆驼字母（camel alphabet），达尔富尔和乍得扎格哈瓦语 Zaghawa。
- 小亚细亚字母（Alphabets of Asia Minor），铁器时代安纳托利亚使用各种字母书写系统来记录安纳托利亚语言 Anatolian languages和弗里吉亚语 Phrygian。
  - 吕底亚字母（Lydian script），公元前5至4世纪用来记录吕底亚语。
  - 帕拉-吕底亚字母（Para-Lydian script），在萨迪斯犹太教堂发现的单一铭文，语言不明，类似于吕底亚的脚本，故名。
  - 卡里亚字母（Carian script），有45个字母，记录卡里亚语，在卡里亚，埃及和雅典发现了铭文。卡里亚的城市（包括海拉尔玛 Hyllarima、欧罗莫斯 Euromos、迈拉萨 Mylasa、斯特拉托尼卡 Stratonicea、基尔达拉 Kildara、卡诺斯 Kaunos、西努里 Sinuri、伊阿索斯 Iasos、孟菲斯 Memphis）之间存在一系列字符变化，考诺斯字母被认为是完整的。孟菲斯以外的埃及城市中可能还有其他字母，但需要确认。
  - 吕基亚字母（Lycian script），公元前5至4世纪用来记录利西亚语。
  - 斯达勒字母（Sidetic script），有25个字母，本质上是破译的。
  - 彼西底字母（Pisidian script），记录彼西底语，皮西迪亚地区大约发现了30个铭文。
  - 弗里吉亚字母（Phrygian script），有21个字母，记录弗里吉亚语（米西亚语 Mysian有22个字母）。
- 古希臘字母（Old Greek scripts）
  - 法尤姆字母（Fayum alphabet）
  - 南部變體，最古老且最接近腓尼基语的类型。
    - 希腊方言使用地区：梅洛斯（Melos）、克里特岛（Crete）、西拉（Thera）。

  - 東支變體，标准希腊字母类型
    - 浅蓝类型：博奥提亚（Boeotia）、阿提卡（Attica）、艾吉纳（Aigina）、纳克索斯（Naxos）、帕罗斯（Paros）。
    - 深蓝类型：德洛斯（Delos）、爱奥尼亚（Ionia）、尼多斯（Knidos）、梅格拉（Megara）、科林斯（Corinth）、锡西翁（Sicyon）、阿戈斯（Argos）、提林（Tiryns）。
    - 阿提卡字母（Attic alphabet/Pre-Euclidean alphabet）
    - 愛奧尼亞字母（Ionian alphabet）
    - 欧几里得字母（Eucleidian alphabet）
    - 科林斯字母（Corinth alphabet），科林斯的多立克方言
    - 现代希臘字母（Modern Greek alphabet）
      - 大夏文（Bactria scripts），草书形式的希腊文书写，中古伊朗语东部方言巴克特里亚语或大夏语。

  - 西支變體，传播到西方并成为拉丁字母的祖先
    - 希腊方言使用地区：拉科尼亚（Laconia）、阿卡迪亚（Arcadia）、阿查亚（Achaea）、伊萨卡（Ithaca）、罗德斯（Rhodes）、塞萨利（Thessaly）、優卑亞（Euboea）。
    - 優卑亞字母（Euboean）/庫邁字母（Cumae），公元前8至5世紀使用的，在優卑亞島、雅典以西地區和意大利南部的希臘殖民地如庫邁和伊斯基亞盛行，後來演化成包括拉丁字母在內的古意大利字母。
    - 古意大利字母（Old Italic scripts）
      - 伊特拉斯坎字母（Etruscan alphabet），約公元前700年出現，列出26個與現時希臘字母相对应的字母。用于伊特鲁里亚语（Etruscan）、北皮賽恩語（North Picene）、梅萨比语 （Messapic）、法利斯克语（Faliscan），奥斯坎-翁布里亚语支Osco-Umbrian（萨贝里克语 Sabellic）（包括奧斯坎語组 Oscan：馬魯西尼語 Marrucinian、奧斯坎語 Oscan、帕埃利尼語 Paelignian、西迪西尼语 Sidicini；翁布里亞語组 Umbrian：翁布里亞語 Umbrian、馬爾西語 Marsian、薩比尼語 Sabine、沃爾西語 Volscian、赫尔尼坎语 Hernican；以及南皮賽恩語 South Picene、前萨谟奈语P re-Samnite、埃奎安语 Aequian、维斯提奈语 Vestinia），以及印欧语系凯尔特语族（Celtic）、威尼托语（Venetic）。法利斯克语（Faliscan）、奧斯坎語（Oscan）、翁布里亞語（Umbrian）、北皮賽恩語（North Picene）與南皮賽恩語 （South Picene）使用的字母表均源于伊特拉斯坎字母表。
        -           - 古伊特拉斯坎字母（Archaic Etruscan alphabet）
          - 傳統伊特拉斯坎字母（Neo-Etruscan alphabet）

        - 法里坎字母（Faliscan alphabet）
        - 梅萨比字母（Messapic alphabet）

      - 莱曼字母（Lemnian alphabet）
      - 卡穆尼克字母（Camunic alphabet）
      - 马西利亚纳字母（Marsiliana alphabet）
      - 北皮賽恩字母（North Picene alphabet）
      - 翁布里亞字母（Umbrian alphabet）
      - 奧斯坎字母（Oscan alphabet），奧斯坎人在公元前5世紀使用。
      - 努凱里亞字母（Nucerian alphabet），在公元前6世紀至公元前5世紀出現。
      - 盧加諾字母（Lugano alphabet），在公元前7-5世紀，記錄南阿爾卑高盧語（Lepontic），有17個字母。
      - 南皮賽恩字母（South Picene alphabet），前6世紀用于南皮賽恩語。
      - 列托字母（Raetic alphabets），用于列托語（Rhaetian），波爾查諾、桑治奧等地發現的銘刻顯示曾出現不同的字母系統。
        - 玛格丽字母（Magrè alphabet）/东列托字母
        - 波尔查诺字母（Bolzano alphabet）/西列托字母
        - 桑治奧字母（Sanzeno alphabet）/博赞·桑泽诺字字母（Bozen-Sanzeno alphabet）

      - 威尼托字母（Venetic alphabet）
        - 埃斯特字母（Este alphabet）/古维尼提字母

      - 盧恩字母/如尼字母（Runic alphabet），斯堪的纳维亚半岛用的盧恩字母被稱作弗薩克文（Futhark），不列顛島用的盧恩文字被稱作弗托克文（Futhorc），來源自其字母表前六個字母。
        - 魔法如尼文（Runic magic）
        - 埃尔德弗薩克文（Elder Futhark）（2至8世纪）
        - 盎格鲁撒克逊如尼文（Anglo-Saxon runes）（5至11世纪）
        - “马可马尼如尼文”（"Marcomannic runes"）（8至9世纪）
        - 雅戈尔弗薩克文（Younger Futhark）/斯堪的纳维亚弗薩克文（Scandinavian Futhark）（9至11世纪）
        - 无横杠如尼文（Staveless runes）/海尔辛兰如尼文（Hälsinge runes）
        - 中世纪如尼文（Medieval runes）（12至15世纪）
        - 达莱卡林如尼文（Dalecarlian runes）（16至19世纪）

      - 拉丁字母（Latin alphabet）/罗马字母（Roman alphabet），最初是用于拉丁语，目前大多数西欧和中欧语言、突厥语、撒哈拉以南非洲语言、美洲土著语言、东南亚海洋语言和大洋洲语言都使用这种语言的发展。使用非拉丁字母书写系统的语言通常也会有用于音译或二次使用的罗马化转写。
        - 富能仁字母（Fraser script），富能仁、巴东创制，是一種在拉丁字母基礎上發展的文字。
          - 老傈僳文，也被称为西傈僳文。
          - 富能仁字载瓦文
          - 富能仁字纳西字

        - 德撒律字母表（Deseret alphabet），是德撒律大学董事会在杨百翰（Brigham Young）的领导下，于1847年至1854年间进行的一项音位英语拼写改革。字母分大小写，唯一区别是大写形式较大。有两种主要的手写形式：草书体和印刷体。
        - 国际音标（International Phonetic Alphabet，縮寫：IPA），又稱萬國音標，是一种以拉丁字母為基礎的標音系統，19世纪末由國際語音學學會設計以作為口語發音的標準表记形式。
        - 统一字母表（Unifon）是一种基于拉丁字母的美式英语音素拼字法，由芝加哥经济学家兼报纸顾问John R. Malone 博士于20 世纪50年代中期设计。它被开发成为帮助孩子获得阅读和写作技能的教具。在20世纪70年代和80年代，洪堡州立大学的汤姆·帕森斯（Tom Parsons）进行了系统性的尝试，将其作为多种美洲原住民语言的拼写系统，他开发了Hupa、Yurok、Tolowa和Karok的拼写方案，然后由本土学者改进。帕森斯离开大学后，这种动力就消失了。目前所有语言都使用其他拼写方案。

    - 希臘—伊比利亞字母（Greco-Iberian alphabet），用作拼寫伊比利亞語（Iberian）。
    - 科普特字母（Coptic alphabet），公元2個世紀時，出現以希臘字母紀錄埃及語的古科普特文，而部分源自世俗體的字母，也在真正的科普特文中出現。不同科普特語方言和次方言的書寫系統採用不同科普特字母。
      - 古努比亞字母（Old Nubian alphabet），源自安色尔体希臘字母的部分字母，借用了源自世俗體的科普特字母和麥羅埃文。

    - 哥特字母（Gothic alphabet），用于东日耳曼语的哥特语。
    - 格鲁吉亚字母（Georgian scripts），用作拼寫格鲁吉亚語及其他屬於南高加索語系的語言。格魯吉亞人把格魯吉亞字母的發明歸功於公元前3世紀時的法爾納瓦茲一世。可分成正圓體、小草體、騎士體三種字母，各自是獨立的字母系統。
      -         - 正圓體字母（Asomtavruli），推斷成書時約在公元430年。
        - 小草體字母（Nuskhuri），最早出現在九世紀，演變自正圓體，主要用在宗教方面。正圓體與小草體合用的書體稱為教士體（khutsesi）。
        - 騎士體字母（Mkhedruli），已成为现代格鲁吉亚语及其相关的南高加索语系语言斯凡语 Svan、拉兹语 Laz、明格列尔语 Mingrelian的标准文字。

      - 用于非南高加索语系的语言
        - 格鲁吉亚字母书写的奥塞梯语（Ossetian）、阿布哈兹语（Abkhaz）（使用到1940年代）。
        - 格鲁吉亚字母书写的印古什语（Ingush）、车臣语（Chechen）、阿瓦尔语（Avar）（三种语言历史上曾經使用），后来在17世纪被阿拉伯字母和西里尔字母所取代。
        - 格鲁吉亚字母书写土耳其语和阿塞拜疆语，其历史可追溯至18世纪。
        - 格鲁吉亚字母书写波斯语，18世纪波斯语的阿拉伯福音保存在第比利斯的国家手稿中心。
        - 格鲁吉亚字母书写亚美尼亚语，在18-19世纪的第比利斯的亚美尼亚人社区中使用，保存在第比利斯的国家手稿中心。
        - 格鲁吉亚字母书写俄语，在第比利斯国家手稿中心，还有一些18世纪末和19世纪初用格鲁吉亚语写的俄语短诗。
        - 格鲁吉亚字母书写的其他东北高加索语言，用于与18世纪开始在该地区的格鲁吉亚传教活动有关的北高加索语言和达吉塔尼语（Dagestani）的书写。

    - 亞美尼亞字母（Armenian alphabet），公元405年，聖梅斯羅布創造了亞美尼亞字母書寫亞美尼亞語圣经
      -         - 东亞美尼亞字母（Eastern Armenian alphabet）
        - 西亞美尼亞字母（Western Armenian alphabet）

      - 亞美尼亞土耳其字母（Armeno-Turkish），该字母表由31个亚美尼亚字母组成
      - 亚美尼亚字母书写的叙利亚文本，有时用在亚美尼亚人和亚述人居住的地区。
      - 亚美尼亚字母书写的亚美尼亚基督教波多利亚（Podolia）和加利西亚（Galicia）的钦察语1524和1669年之间的大量文献。
      - 亚美尼亚字母书写的格鲁吉亚语，诗人 Sayat-Nova 在亚美尼亚诗歌中使用。
      - 亚美尼亚字母库尔德语，是前苏联亚美尼亚共和国在1921年至1928年间使用的库尔德语官方文字。

    - 前基督教斯拉夫文字（Pre-Christian Slavic writing），在基督教化和引入格拉哥里字母和西里尔字母之前，斯拉夫人可能使用过的书写系统
    - 格拉哥里字母（Glagolitic alphabet），由聖西里爾和聖美多德於862年至863年期間所發明，為要把聖經翻譯成古教會斯拉夫語 Old Church Slavonic。字母有兩种字體：圓體和方體。圓體的字型主要由圓圈和平滑曲線組成；而方體則由大量方角或梯型組成。
    - 西里尔字母（Cyrillic script），还被称作azbuka，出自许多西里尔字母表前两个字母的旧称，由圣西里尔和美多德的弟子創造，特别是被奥赫里德·克莱门特（Clement of Ohrid）所发展和规范化的。使用西里尔字母的斯拉夫语族，俄语字母（Russian alphabets）、乌克兰语字母（Ukrainian alphabets ）、喀尔巴阡卢森尼亚字母（Carpathian Rusyn alphabets）（包括三种字母：斯洛伐克（普列索夫）卢森尼亚字母 Slovakia（Prešov）Rusyn alphabet、莱姆科（波兰）卢森尼亚字母 Lemko（Poland）Rusyn alphabet、潘诺尼亚卢森尼亚字母（Pannonian Rusyn alphabet）、白俄罗斯语字母（Belarusian alphabet）、保加利亚语字母（Bulgarian alphabet）、马其顿语字母（Macedonian alphabet）、塞尔维亚语西里尔字母（Serbian Cyrillic alphabet）拼写塞尔维亚语和黑山语。使用西里尔字母的非斯拉夫语：阿布哈兹（Abkhaz）、阿留特语（Aleut）（现在主要在教会文本中）、巴什基尔语（Bashkir）、楚瓦什语（Chuvash）、额济亚语（Erzya）、哈萨克语（Kazakh）、基尔丁萨米语（Kildin Sami）、科米语（Komi）、吉尔吉斯语（Kyrgyz）、邓根语（Dungan）、马里语（Mari）、莫克沙语（Moksha）、蒙古语（Mongolian）、奥塞梯语（Ossetic）、罗曼语（Romani）（一些方言）、萨哈语（Sakha）／雅库特语（Yakut）、塔吉克语（Tajik）、鞑靼语（Tatar）、特林吉特语（Tlingit）（现在仅在教会文本中）、图瓦语（Tuvan）、乌德穆特语（Udmurt）、尤伊特语（Yuit）（西伯利亚尤皮克语）、尤皮克语（Yupik）（阿拉斯加）。高加索、西伯利亚和俄罗斯远东地区的语言。在1930年前后，前苏联对境内的少数民族进行文字改革，用西里尔字母替代原有的少数民族文字字母，其中使用人口较多的语言有哈萨克语、塔吉克语、柯尔克孜语、维吾尔语、巴什基尔语、楚瓦什语、车臣语、卡巴尔达语、马里语、阿瓦尔语、乌德穆尔特语等。1946年蒙古人民共和国的文字也推行改用了西里尔字母书写。中國移民中亞的東干族在1954年後轉用西里尔字母作為拼音文字东干文。
      - 早期西里尔字母（Early Cyrillic alphabet）
      - 波斯尼亚西里尔文（Bosnian Cyrillic），起源于中世纪的波斯尼亚，被广泛用于现代波斯尼亚和黑塞哥维那以及克罗地亚的边界地区（南部和中部达尔马提亚和杜布罗夫尼克地区）。
      - 羅馬尼亞語西里爾字母（Romanian Cyrillic alphabet），書寫羅馬尼亞語的一種西里尔字母，廣泛使用於1860年代以前。
      - 羅馬尼亞傳統字母（Civil alphabet），羅馬尼亞語從1830年代至完全採用的拉丁字母的過渡時期，地方上曾使用過一種字母表中包含西里爾字母和拉丁字母，其中一些帶附加符号的拉丁字母在現代的羅馬尼亞語字母中仍在使用。
      - 现代西里尔字母（Modern Cyrillic script）
      - 俄语字母（Russian alphabet），
        - 阿布哈兹字母（Abkhaz alphabet），在1862年，由當時沙俄專門研究高加索語的語言學家彼得·凡·烏斯拉將軍制訂。字母是基於俄語採用的西里尔字母，有37個字母。到了1909 年，再由亞列克賽·曹休亞擴充至55個字母，以適應阿布哈茲語的豐富輔音。
        - 莫洛佐夫字母（Molodtsov alphabet），20世纪20年代和30年代用来写的两种科米语 Komi-Zyrian、Komi-Permyak。

    - 古彼爾姆文（Old Permic script），在1372年發展出來的書寫彼爾姆語支。
- 突厥字母（Old Turkic script/Göktürk script）/鄂爾渾文字（Orkhon script）/鄂爾渾-葉尼塞文字（Orkhon-Yenisey script），8-10世纪记录古代突厥语，后来在回鹘语中使用。从东部的蒙古和新疆到西部的巴尔干半岛，都发现了该文字的变体。
  -     - 亚洲组（包括鄂尔浑Orkhon固有人群）
      - 鄂尔浑字母（Orkhon alphabet），8至10世纪哥克图尔克人（Göktürks）。
      - 叶尼塞字母（Yenisei alphabet）
      - 怛罗斯字母（Talas Alphabet）是叶尼塞（Yenisei）字母的衍生，在8至10世纪的康利（Kangly）和卡尔鲁克斯（Karluks）使用，包含29个已识别字母。

    - 欧亚组
      - 阿基克塔什字母（Achiktash），用于8至10世纪的粟特。
      - 伊斯法尔字母（Isfar），7-10世纪于塔吉克斯坦。
      - 南叶尼塞字母（South-Yenisei），8至10世纪哥克图尔克人（Genktürks）使用。
      - 顿河流域：峒字母（Don alphabet），8到10世纪可薩人使用；库班字母（Kuban alphabet），8到13世纪保加利亚人使用。
      - 提萨字母（Tisza），8至10世纪蒂萨河流域匈牙利佩切内格斯人使用。

    - 图兰组（Turan），西突厥斯坦，葛逻禄文变体。
    - 南欧组

  - 古匈牙利字母（Old Hungarian script）/塞凱伊字母（székely írás），是馬札爾人於中世紀時所使用的一種字母。
- 回鶻字母，用于回鶻人拼写回鶻，主要通行于8至17世紀。回鹘人以外的突厥人也同样使用回鹘字母记录自己的方言，甚至是非突厥人的中国人和蒙古人。
  - 回鹘式蒙古字母
    - 传统蒙古文
    - 托忒字母
      - 阿礼嘎礼字母
      - 瓦根达拉字母

    - 满文
      - 无圈点满文
      - 有圈点满文
      - 锡伯文
      - 达呼尔文

#### 线性特征字母
基于线性特征字母表（Featural linear alphabets）的音素文字系统
特徵文字（Featural writing system），字符的形状不是任意的，而是会将其所表示的音素的语音特征如双辅音、摩擦音或后元音写入其中。
- 腾格瓦字母（Tengwar Alphabet），托尔金为精灵语创造的一种字母。
- 格雷格速记（Gregg shorthand），1888 年约翰·罗伯特·格雷格（John Robert Gregg）发明的一种速记形式。与草书速记一样，它完全基于一分为二的椭圆图形和线条。
- 杜普雷速记（Duployan shorthand），1860年由埃米尔·杜普利（Émile Duployé）为法语创作的。它被扩展和改编为书写英语、德语、西班牙语、罗马尼亚语和奇努克·贾贡语 Chinook Jargon。包括奇努克书写 Chinook writing 、佩宁的通用音系学系统 Pernin's Universal Phonography、佩罗的英语速记 Perrault's English Shorthand、斯隆杜普雷现代速记 Sloan-Duployan Modern Shorthand、罗马尼亚速记、Romanian stenography。
- 蕭伯納字母（Shavian alphabet），此套字母受愛爾蘭劇作家蕭伯納資助並以其命名。
  - 快写速记（Quikscript/Read Alphabet/Second Shaw）
  - 修订蕭伯納字母（Revised Shaw alphabet）
  - 萨阿瓦字母（Ŝava alfabeto）
- 可視語言（Visible Speech），英國语言學家亞歷山大‧麥維爾‧貝爾於1867年發明的一套語音符號，這套系統用來表示發音器官在發音時的位置。
- 生理字母（Physioalphabet，PA）/人体生理字母表（Human Physiological Alphabet），基于人体生理学的通用特征字母表，用于产生语音。PA中的每个“字母”都由更小的“元素”组成，这些“元素”被组装成字母。

- 美国手语书写符号（ASL-phabet/ASL Alphabet），是Samuel Supalla为美国手语（ASL）开发的书写系统。
- 汉堡手语符号系统（Hamburg Sign Language Notation System（英语：Hamburg Notation System）/HamNoSys），1985年在德国汉堡大学开发的，是所有的手语符号和声音转录系统之间的直接对应关系。
- 斯托科符号（Stokoe notation），由威廉·斯托科（William Stokoe）为美国手语（American Sign Language，ASL）创建的，用于表示拉丁字母和数字在手指拼写中的形状，以及用标志符号来表示手位置，运动和方向。1985在Kyle等人的著作中被改编为英国手语（British Sign Language，BSL）。1988在肯登（Kendon）著作中的的澳大利亚土著手语（Australian Aboriginal sign languages）。
- 薩頓手語譜寫（手语书写符号/Sutton SignWriting），一种符号记录手语的系统。在人物的形状（手，脸和身体的抽象图片）以及在页面上的空间排列（不遵循字母顺序）的情况下，它具有高度的特征性和视觉标志性写下英文单词。一些较新的标准化形式被称为国际标志书写字母（International Sign Writing Alphabet，ISWA）。
  - si5s（si5s），用于美国手语的书写系统，是2003年由罗伯特·阿诺德（Robert Arnold）与一位不愿透露姓名的合作者在纽约设计的。
  - ASLwrite（ASLwrite），从si5s开发的开源的美国手语（ASL）书写系统
- 舞蹈符号，是人类舞蹈运动和形式的符号表示，它使用诸如图形符号和图形，路径映射，数字系统以及字母和文字符号之类的方法。已经发明了几种舞蹈记谱系统，其中许多被设计为记录特定类型的舞蹈。

其他的字母文字也有有限的特徵成分。許多使用拉丁字母的語言使用附加符號，這些带附加符号的字母常常被看作單獨的字母。例如：
- 波蘭語字母中輔音的硬顎音包含銳音符。
- 現代土耳其語字母在元音上標上一兩點來表示前元音。
- 日語中的假名音節表用濁點表示清濁音。
- 國際音標（IPA）中也有部分特徵成分，比如在字母下面向左拐的「鉤」表示閉塞音，ɓ ɗ ʄ ɠ ʛ，向右拐的表示捲舌音，ʈ ɖ ʂ ʐ ɳ ɻ ɽ ɭ。國際音標中的附加符号也同樣有「特徵文字」之功能。
- 傈僳語所使用的老傈僳文將表示不送氣音的字母P/p/，T/t/，F/ts/，C/tʃ/以及K /k/ 旋轉180度來表示送氣音。

#### 音节块线性排列的音素文字
音节块线性排列（Linear alphabets arranged into syllabic blocks）的音素文字系统
- 朝鲜谚文，韓字（한글），朝鲜字（조선글），朝鲜文（조선글／朝鮮글），朝鮮字母，音文，训民正音
  - 高麗文，諺文輔以西里爾字母，使用者為高麗人，即移居蘇聯的朝鲜民族。
  - 台語諺文，台灣語言學者許曹德與洪惟仁等人曾提出以諺文書寫同樣具有漢字系統的閩南語，傳統諺文無法表記聲調，雖然不影響行文卻降低了閱讀的辨識度，因而專門制定了在台語諺字右下角標注聲調的書寫方案。
  - 粵語諺文
  - 吉阿吉阿語諺文，2009年，韓國以經濟利益誘使印度尼西亚苏拉威西省布顿岛巴务巴务市的吉阿吉阿族使用諺文來拼寫吉阿吉阿語，但成效不尽人意。據韩国“NOCUT”新闻网2011年10月9日报道称，由於韓國方面未能完成其經濟扶助的承諾，印尼的吉阿吉阿族已经通过官方渠道向韓國政府通告，停止使用諺文來記錄吉阿吉阿語。
  - 艾馬拉語諺文，南美洲安第斯山脉的艾馬拉人的語言长期以来没有文字，使用拉丁字母，2011年以来，韩国开始在玻利维亚推广用諺文拼写艾馬拉語。
- 大湖地区阿尔冈昆语音节文字（Great Lakes Algonquian syllabics），基于法语草书字母的元音附标文字，是以音节块的形式书写的。阿尔冈昆语族的福克斯语 Fox （Meskwaki或Mesquakie），萨克语 Sac（Thâkîwaki或Sauk）和基卡普语 Kickapoo（Kikapú）三种有密切关系的的方言，波塔瓦托米语（Potawatomi），苏语系 Siouan 的温尼巴哥语（Ho-Chunk，也称为 Winnebago），可能用于奥吉布瓦语（Ojibwe）的渥太华方言（Ottawa dialect）。
  - 福克斯字母（Fox alphabet），福克斯语、萨克语和基卡普语使用的音节符号只有细微的差别。在福克斯语使用者中，存在几种不同的文字变体，其中各种符号代替了辅音和元音字母的组合。这些变体最初显然是用作密码，并未得到广泛使用。基卡普语使用者使用的文字形式也有细微的变化，居住在墨西哥的基卡普语使用者在西班牙语的基础上添加了正字法修改。福克斯语有两种文字，这是 Fox I 文字。
  - 霍-丘克字母（Ho-Chunk \ Winnebago alphabet） ，温尼贝戈语的音系与福克斯-索克-基卡普语和波塔瓦托米语有显著不同，辅音和元音都更多，为了适应其中的一些差异，该文字进行了改编。
  - 奥吉布瓦字母（Ojibwa alphabet） ，使用不多。
- 福克斯II文字（Fox II script），福克斯语两种文字之一，不写元音/a/，其它元音（或辅音加一个元音）写成交叉阴影标记。
- 奥色治字母（Osage script），在大平原的美國中西部美洲原住民奥色治语。
- 迪特马音节文字（Ditema tsa Dinoko/IsiBheqe SoHlamvu），是从南部非洲地区的传统表意思想观念发展而来的，每个独立的符号代表一个音节，与字形为辅音和元音的声音组合成音节块（amabheqe），是为siNtu或南班图语 Southern Bantu languages 构建的书写系统（特别是特征音节）（例如，塞索托语 Sesotho，塞斯瓦纳语 Setswana，伊西祖鲁语 IsiZulu，伊西科萨语 IsiXhosa，西斯瓦蒂语 SiSwati，西普托语 SiPhuthi，西特松加语 Xitsonga，埃马库瓦语 EMakhuwa，钦戈尼语 ChiNgoni，西罗齐语 SiLozi，茨欣瓦纳语 Tshivenḓa）由一群南非语言学家和软件程序员在2014年至2016年间开发的，目的是创建一个更密集的书写系统，以避免用南非班图语言用罗马字母表书写的字长和视觉同质性导致的阅读缓慢。能够在一种拼字法下一致地代表这些辛图语 Sintu（恩古尼语 Nguni、索托-茨瓦纳语 Sotho-Tswana、文哈语 Venḓa、特松加语 Tsonga 和汤加-伊尼扬巴内语族 Tonga-Inhambane groups）的完整音系范围。这包括拉丁字母表中未标准化的语言，例如东索托语（Sepulana、Sekutswe 和 Hipai）或Tekela语，除SiSwati外，这些语言都不是官方语言。
- 曼多姆贝文（Mandombe script），Wabeladio Payi于1978年在刚果民主共和国下刚果省的 Mbanza Ngungu 提出的，他称这是金班吉特教堂的先知 Simon Kimbangu 在梦中向他透露的。文字“基于神圣的形状5和2”，用来拼写非洲语言，如四个国家的语言：刚果语 Congo，基孔戈语 Kikongo，林加拉语 Lingala，茨希鲁巴语 Tshiluba 和斯瓦希里语 Swahili，其中拼写林加拉语没有完全足够的元音。通过旋转来表示辅音的变化。

#### 手語字母
手語拼寫法（Fingerspelling/Manual alphabet，簡稱：手拼法，又稱：指拼法或指拼手語或手語字母），用雙手表達字母和記數系統的方式，全世界大約有40種手語拼寫字母的版本，手語拼寫法還可以包含用密碼使、記憶術以及無聲的宗教表达。

#### 其他非线性字母
基于其他非线性字母表（Other non-linear alphabets）的音素文字系统
由表面线条以外的信号系统组成。
- 盲文（Braille）/布萊葉盲文，由法國人路易·布萊葉發明，透過點字板、點字機、點字打印機等在紙張上製作出不同組合的凸點而組成。
  - 汉语盲文
  - 现行盲文
  - 漢語雙拼盲文
  - 臺灣盲文
  - 粵語盲文
  - 日语盲文
  - 英语盲文
  - 越南語盲文
  - 土耳其語盲文
  - 宗喀語盲文
  - 蒙古語盲文
  - 藏語盲文
- 十点盲文（Decapoint），是Louis Braille发明的一种触觉形式的拉丁字母，盲人和有视力的人都可以使用的一种系统。它于1839年出版。字母保留其线性形式，因此即使没有视力，经训练也可以清晰辨认，线条由浮雕点组成，如同盲文中所用的点。每个字母在高度上包含十个点，在宽度上包含不同的点，以产生图形打印形式。
- 穆恩字母（Moon type），是威廉·穆恩为盲人设计的书写系统，使用主要来自拉丁字母的压印浮凸符号。
- 黑夜盲文（Night writing），使用十二点的符号排列成两列，每列六个点，点缀在纸板的正方形上，是盲文的先驱之一。它是由查尔斯·巴比耶（Charles Barbier）于1815年设计的。它是巴比耶创建的十二种不同的替代和速记方法之一。
- 纽约点（New York Point），由纽约盲人教育学院的老师威廉·贝尔·怀特（William Bell Wait，1839–1916年）发明盲文触觉系统。
- 振动系统（Vibratese），由FA Geldard在1957年发明。这是一种基于实际考虑和一系列受控心理物理实验结果的触觉系统。由45个基本元素组成，它们在触觉上等同于数字和字母。整个英语字母和数字0到9可以通过这种方式进行通信。
- 國際信號旗/國際海事信號旗（international maritime signal flags），船隻間的旗幟溝通系統，此系統是國際信號代碼系統（International Code of Signals）的一部份。
- 莫尔斯电码（Morse code）
- 美式摩尔斯电码（American Morse code）
- 光电报（Optical telegraph）
- 旗語（Flag semaphore）

### 元音附标文字
元音附标文字（abugida），又称音素音节文字（alphasyllabary），是一类以辅音字母为主体、元音以附加符号形式标出的表音文字。輔音字母本身一般包含元音/a/，構成一個音節；其它元音字母一般附加在辅音字母的周围（前后上下均有可能），替代默認元音，以改变音節的读音。

#### 婆羅米文系统元音附标文字
- 婆罗米文（Brahmi script）- 梵语Sanskrit
  -     - 早婆罗米文（Early Brahmi / "Ashokan Brahmi"）- 公元前3至1世纪
    - 中婆罗米文（Middle Brahmi / "Kushana Brahmi"）- 公元1至3世纪
    - 後婆羅米文（Late Brahmi）/ 笈多婆羅米文（"Gupta Brahmi"），笈多文（Gupta script）- 公元4世纪开始使用
    - 尚卡利皮文（Shankhalipi）/贝壳文（shell-script），类似于海螺贝壳的华丽螺旋字符的，而且可以追溯到公元4至8世纪，可能是独立的字符系统。

  - 中亞婆羅米文，絲路北道和南道的婆羅米文合稱
    - 南突厥斯坦婆羅米文,，絲路南道的婆羅米文字，稱為中亞直體笈多文。
      - 于闐文（Khotanese），于闐塞語，和闐語，和田塞语等，塔里木盆地西南和田河流域于闐王國
        - 古典于闐文，早期文献
        - 規範于闐文，大多數古代于闐文文獻都是使用規範于闐文書寫的。
        - 晚近于闐文，大多數敦煌于闐文文獻都是使用晚近于闐文書寫的，其書寫傳統和規範于闐文不同，可能是直接從古典于闐文發展而來。

      - 扜弥文，扜弥语是于阗国邻邦扜弥国的语言，流行于和田之东克里雅河流域。
      - 柔然文，柔然语（蠕蠕语 Ruan-ruan），7世紀上半葉漠北柔然时期的回斯·陶勒蓋I碑（Khüis Tolgoi I inscription），第一突厥汗国时期的布古特碑（Bugut inscription），將回斯·陶勒蓋I碑置於桑德（Lore Sander）分類法中的‘早期南疆婆羅米字母（Frühe turkistanische Brāhmī，alphabet r）’與‘南疆北部婆羅米字母（Nordturkistanische Brāhmī，alphabet t）’之間。另有兩種發現於哈薩克斯坦東部的克萊根塔什（Keregentas）、以相同字體的婆羅米字母拼寫的極短的碑文也被認爲屬這種語言，但尚存爭議。

    - 北突厥斯坦婆羅米文，又叫做中亞斜體笈多文。
      - 焉耆-龜茲文（Tocharian alphabet/"Slanting Brahmi"），吐火罗语使用斜婆羅米体，- c.6-9世纪。
        - 焉耆文，焉耆语，东部吐火罗语，可以被称为twγry語，舊稱吐火羅語甲種，西方文獻多稱為Tocharian A。
        - 龜茲文，龜茲语，西部吐火罗语，是“Kuchean”（其本地名稱可能是kuśiññe），舊稱吐火羅語乙種，西方文獻多稱為Tocharian B。
        - 跋禄迦语（接近于龟兹语）也被视为“丙种”吐火羅语。

      - 俱史德文（Tumshuqese），俱史德语，圖木舒克语，疏勒语，塔里木盆地西北喀什噶尔河流域一种塞语（Saka）。
      - 粟特婆羅米文
      - 回鶻婆羅米文

  - 玛加尔阿克哈文（Magar Akkha script/Magar Akkha Rika），书写东部玛加尔语 Magar。
  - 贡德文（Gondi writing/Masaram Gondi）- c.1918年至今，贡迪人孟什·曼加勒·辛格·马萨兰 Munshi Mangal Singh Masaram 基于婆罗米文字设计的。
  - 索拉僧平文（Sorang Sompeng script）- c.1936至今，用于书写蒙达语族索拉语，由Mangei Gomango于1936年设计，用于宗教背景的书写。
  - 左莱文（Zou language），曼尼普尔邦汉藏语系左语群 Zou/Zokam/Zo/Zomi/Yo//Yaw/Jo，也有音节字母特征。
  - 巴蒂普鲁文（Bhattiprolu script）- 公元前3至1世纪，最初是为了书写达罗毗荼语而发明的，但后来被重新用于书写印度-雅利安方言。
  - 泰米尔婆罗米文（Tamil-Brahmi）- 公元前3世纪到公元1世纪，梵语 Sanskrit
    - 瓦特鲁图文（Vatteluttu script）c.5-11世纪
      - 注辇-帕拉瓦文（Chola-Pallava script）- c.8世纪，泰米尔语 Tamil。
        - 泰米尔字母（Tamil script）- c.15世纪至今（印度，斯里兰卡），泰米尔语。
          - 巴达加文（Badaga script）- c.2009年，由阿南德汉拉朱（Anandhan Raju）发明，记录巴达加语 Badaga。

      - 科列祖图文（Kolezhuthu）- c.12-13世纪（南印度），用于书写泰米尔语和马拉雅拉姆语。
      - 马拉巴尔文文（Malabar script）- c.-18世纪（南印度），通常用于书写马拉巴尔马拉雅拉姆语 Malabari Malayalam 或马皮拉马拉雅拉姆语 Mappila Malayalam。

  - 古兰塔文（Grantha script）- c.6世纪至今（南印度），被广泛用于在南亚泰米尔语地区书写梵语 Sanskrit。
    - 帕拉瓦古兰塔文（Pallava Grantha script），公元4-7世纪，印度的帕拉瓦王朝在一些铭文中曾使用过。
    - 西部古兰塔文（Western Grantha/Tigalari-Malayalam script）- c.650 - 950
      - 艾莉亚埃祖图文（Arya Ezhuttu）/古兰塔拉雅拉姆文（Grantha Malayalam），用于喀拉拉邦。
      - 馬拉雅拉姆文（Malayalam script）- c.9世纪至今（南印度），一般用于马拉雅拉姆语，还用于其他语言帕尼娅语 Paniya，贝塔库伦巴语 Betta Kurumba，拉乌拉语 Ravula。
      - 提加拉文（Tigalari script）/图卢文（Tulu script）- c.13世纪至今（南印度），图卢语 Tulu，梵语 Sanskrit
      - 古兰塔里皮文（Grantha lipi/Tigalari Lipi），用于卡纳塔克邦沿海地区。

    - 中世纪古兰塔文（Medieval Grantha）- c.950 - 1250
    - 现代古兰塔文（Modern Grantha），2种字体，印度教徒使用的正方形字体，耆那教徒使用的圆形字体。随着时间的推移，格兰塔文字母不断演变，与现代泰米尔文字母有相似之处。
    - 占文/占語字母（Cham script）- c.4世纪至今（越南，柬埔寨）
      - 东占文（Akhar Thrah/Eastern Cham）
      - 西占文（Akhar Srak/Western Cham）

    - 德奥达文（Deodhai script），古代卡查里人 Kachari 使用。
    - 僧伽羅文（Sinhala script）- c.8世纪至今（斯里兰卡），书写僧伽罗语，还有礼仪语言，巴利语和梵语，有很少记录显示该文字用于书写斯里兰卡马来语。僧伽羅文有兩套字母表，代表所有本土音位的核心字母表叫做śuddha siṃhala（純僧伽羅）或eḷu hōḍiya（Eḷu字母表）。為了表示梵語和巴利語詞語，采用擴展字母表miśra siṃhala（混合僧伽羅）。
    - 戈伊卡纳迪文（Goykanadi）- c.16世纪之前，用于康卡尼语 Konkani，马拉地语 Marathi。
    - 埃弗拉阿库鲁文（Evēla Akuru）/迪维古兰塔文（Dīvī Grantha）- c.12-20世纪（马尔代夫），迪维希语 Dhives。
      - 迪维希阿库鲁文（Dhives Akuru）

    - 索拉什特拉文（Saurashtra script）- c.20世纪（南印度），索拉什特拉语

  - 帕拉瓦文（Pallava script）- c.5-9世纪（南印度）
    - 卡丹巴文（Kadamba script）/前古卡丹巴文（Pre-Old Kannada script）/遮娄其文（Chalukya script）- c.5-10世纪（南印度）
      - 卡丹巴-帕拉瓦文（Kadamba-Pallava script）
      - 泰卢固-卡纳达文（Telugu-Kannada alphabet/Old Kannada/Halegannada）- c.10-18世纪（南印度）
        - 卡纳达文（Kannada alphabet/Kanarese/Canarese）- c.18世纪至今（南印度），卡纳达语 Kannada，图卢语 Tulu，康卡尼语 Konkani，科达瓦语 Kodava，桑凯蒂语 Sanketi，比利语 Beary。
        - 泰卢固文（Telugu script）- c.18世纪至今（南印度）

  - 羯陵伽文（Kalinga script）- c.6-11世纪（东印度），在古卡林加王国的安得拉邦北部主要用于写奥迪亚和泰卢固语。
    - 奧里亞文（Odia script）- c.11世纪至今（东印度），用于奥里亚语，还用于恰蒂斯加尔语

  - 笈多文（Gupta Brahmi Script）- c.5世纪开始（北印度）
    - 迦摩缕波文（Kamarupi script）- c.5-13世纪，梵语、迦摩缕波俗语 Kamarupi Prakrit
      - 阿萨姆文（Assamese alphabet）- c.5世纪至今，该文字也在阿萨姆邦和附近地区用于阿萨姆语 Assamese，梵语 Sanskrit，拉巴语 Rabha，德奥里语 Deori 以及其他语言，如博多语 Bodo（现为天城文），卡西语Khasi，米辛语 Mishing，贾因提亚语Jaintia（这三种现为罗马文），它从迦摩缕波文 Kamarupi 演变而来。该文字在13世纪发展出了原始阿萨姆文的形状。在18和19 世纪，阿萨姆语文字可分为三种，其中凯瑟莉 Kaitheli 风格最受欢迎，中世纪书籍（如 Hastir-vidyrnava 和 sattras）都使用这种风格。
        - 凯瑟莉文（Katheli）/拉哈里文（Lakhari），由非婆罗门使用。
        - 巴穆尼亚文（Bamuniya），由婆罗门使用，用于梵语。
        - 加尔加亚文（Garhgaya），由阿洪姆王国的州官员使用。

    - 库蒂拉文（Kutila script）- c.10世纪，
    - 悉曇文（Siddham script）- c.7世纪开始（北印度），梵语 Sanskrit，笈多文的中国變體
      - 华严字母 《大方广佛华严经入法界品》中所记载的42个梵语字母，由悉昙文字书写。
      - 达瑟文（Zhang-Zhung），流行于古代克什米尔地区的一种语言，象雄文字的前身。
        - 玛钦文（Marchen）/大言文字（Greater Mar script）
        - 玛琼文（Marchung）/小言文字（Lesser Mar script）

      - 象雄文（Zhang-Zhung），记录象雄语 Zhang-Zhung 的文字。
        - 崩钦文（Pungchen）/大崩文字（Greater Pung script）
        - 崩琼文（Pungchung）/小崩文字（Lesser Pung script）
        - 都沙文（Drusha script）

      - 藏文字母，分为有头字，无头字，其它文本 Bamyik，Joyig，Monyig，Lhoyig。
        -           - 巴尔蒂文（Balti Script）c.8-16世纪，巴尔蒂文采用公元727年（巴尔蒂斯坦被藏人征服）开始的一种藏文书写，直到14世纪最后25年，巴尔蒂人皈依伊斯兰教。此后波斯文取代了藏文。1985年，优素福·侯赛因巴迪 Yousuf Hussainabadi 在藏文字母中增加了四个新字母（"Yige" alphabet）。最近，一些巴尔蒂学者和社会活动家试图推广使用藏文巴尔蒂语加“Yige（Ayge）”字母，目的是帮助保护本土的巴尔蒂语和拉达克文化和民族特征。
          - 拉达克文（Ladakhi Script），拉达克语通常用藏文书写，其发音比其他多数藏语的发音更接近于书面古典藏语。拉达克语会发出很多在许多其他藏语，特别是中部藏语中不发音的前缀、后缀和头字母。在拉达克，是否应该用藏文书写口语化的拉达克语，还是书写略带拉达克风格的古典藏文，这个问题存在争议。目前有少量书籍和杂志以口语化的拉达克语出版。
          - 锡金文（Sikkimese script），锡金语使用的文字是从近古藏语继承下来的桑布扎藏文，但锡金语语音和词汇同近古藏语存在显著的不同。SIL国际将锡金语的书写系统记作“菩提体”。锡金语直到1975年才发展出正式的书面语，在此之前的书面文献一般写的是近古藏语。
          - 宗喀文（Dzongkha script），不丹宗喀语，1907年以前使用Choke文语藏文基本相同，1907年后开始使用基于宗喀语的宗喀文。用于书写宗喀语的藏文有30个表示辅音的基础字母，有时被称作“根式”。宗喀语常常以有头体的不丹变体拼写，藏文中称为“Jôyi”（草书手写体）和“Jôtshum”（正式手写体）。印刷体一般称为“Tshûm”。

        - 八思巴字（ʼPhags-pa script）- c.1270-1360年代，用于拼写蒙古语、汉语、藏语、回鹘语及其他语言
          - 札那巴札尔方形字母（Zanabazar Square/Horizontal square script）

        - 梅泰文、曼尼普尔文（Meitei script/Meetei Mayek）/ 康莱文（Kanglei script）/ 科克萨姆莱文（Kok Sam Lai script）- c.11-18世纪，用于梅泰语，曼尼普尔语。根据 Singh (1962) 的说法，这种文字的一种古体在11世纪发展起来，一直使用到18世纪初，之后被孟加拉文字所取代。相反，Tomba (1993) 声称该文字是 1930 年左右发展起来的，所有所谓的更古老的文件都是故意伪造的。根据 KS Singh 和 Mahoharan (1993) 的说法，根据梅泰文音位分布的变化，该文字属于藏文系统。在1940年代和1950年代，梅泰学者开始恢复老梅泰（老曼尼普尔）字母表。1976年，在一次作家会议上，所有学者最终同意了一个新版本的字母表，其中包含一些额外的字母，以代表最初开创制文字时梅泰语中没有的声音，目前的梅泰字母是对古代梅泰文字的重建。
        - 绒巴文（Róng）/雷布查文（Lepcha） - c.18世纪至今（不丹），由锡金南杰王朝的王子查多南杰在18世纪初发明的，或由学者 Thikúng Men Salóng 在 17 世纪发明的。早期的雷布查文手稿是垂直书写的，后来被水平书写时，字母仍保持其新方向，与藏文原型旋转了90°，这导致了一种不寻常的书写尾辅音的方法。
          - 林布文（Limbu script）/基拉蒂字母（Kirati script）/西里琼加文（Sirijonga）- c.1740至今（锡金）。传说林布文是在9世纪末林布国王Sirijunga Hang创制，然后不再使用了，在18世纪由林布学者 Te-ongsi Sirijunga Xin Thebe 重新复兴推广使用。

        - 提卡拉姆文（Tikamuli script），由提卡拉姆·穆利卡 Tikaram Mulicha 创制，记录尼泊尔的苏努瓦尔语Sunuwar，最初是一个语音字母，但后来变成了音节字母。
        - 凯马塔木帕文（Khema Tamu Phri），尼泊尔古隆语 Gurung。
        - 达芒伊格文（Tam-Yig），尼泊尔达芒语 Tamang。

    - 拜克舒基文（Bhaiksuki）/ 信度文（Sindhura）- c.11–12世纪，梵语 Sanskrit，在西藏使用了至少三个世纪，在西藏、尼泊尔和缅甸也有记录。使用这种文字的记录主要出现在现在的印度比哈尔邦和西孟加拉邦以及孟加拉国的部分地区。
    - 古夏拉達文（Proto-Sharda script）- c.4-8世纪，夏拉達文的早期。
      - 夏拉達文（Sharada script）- c.4世纪至今（巴基斯坦），梵语 Sanskrit，笈多文的西部變體
        - 塔克里文（Takri script）- c.16世纪至今，被用来写一些达尔德语支与西方和中央帕哈里语言（Western and Central Pahari ）如加迪语 Gaddi和加德基语 Gaddki，卡什图里语 Kashtwari、昌贝利语 Chamiyali。塔克里文有多种地区变体，“每个丘陵州或地区都有自己的风格”。地区形式名称的拼写和它们所代表的语言有很大差异。
          - 巴蒂亚利语 Bhattiyali [bht]：巴蒂亚利文 Bhateali，Bhatiali
          - 昌贝利语 Chambeali [cdh]：昌贝利文 Chambiali、Chameali、Chamiali，昌巴地区首先为印刷规范了其文字的字体，因此被 认为是塔克里文的标准形式。
          - 多格拉语 Dogra [dgo], [doi]：多格拉文（Dogri script）
          - 加迪语 Gaddi [gbk]：加迪文 Gadi，Bharmauri
          - 布南语/盖里语 Bunan / Gahri [bfu]：布南文 Bunan
          - 贾恩萨里语 Jaunsari [jns]
          - 坎格拉语 Kangri [xnr]：坎格拉文 Kangri
          - 金纳瑞语 Kinnauri [kjo]：卡瑙里文 Kanauri
          - 基什特瓦里语 Kishtwari [kas]：卡什图里文 Kashtwari
          - 库鲁语 Kullu [kfx]： 库鲁文 Kullu, Kului, Kullvi
          - 摩哈苏语 Mahasu [bfz]：科钦文 Kochi、基恩塔利文 Kiunthali
          - 曼德阿里语 Mandeali [mjl]：喜马偕尔语 Himachali、曼迪文 Mandi
          - 锡尔穆尔语 Sirmauri[srx]：锡尔穆尔文（Sirmauri language），它在当地被称为达卡里文 Dhankari。Pabuuchi 是一类占星家使用的文字系统。

        - 兰达文（Landa），旁遮普和北印度附近地区使用的书写系统。它被用来书写旁遮普语 Punjabi、印度斯坦语 Hindustani、信德语 Sindhi、萨拉基语 Saraiki、俾路支语 Balochi、克什米尔语 Kashmiri、普什图语 Pashto和各种旁遮普方言，如帕哈里波特瓦里语 Pahari-Pothwari。历史上使用的兰达字母可以划分为“旁遮普”和“信德”两大区域类型，旁遮普型：巴瓦尔普里文 Bhawalpuri，古尔穆基文 Gurmukhi，兰达文 Landa，拉马瓦西文 Lamawasi，穆尔塔尼文 Multani（卡里基文 Karikki，兰哈达文 Lahnda，奥奇基旁遮普文 Ochiki Punjabi，南兰达文 Southern Lahnda），图尔文 Thul（在德拉贾特 Dehrajat），萨里卡文 Sarika（在德拉贾特 Dehrajat）；信德型：阿罗拉文 Arora，巴尼亚文 Baniya，巴蒂亚文 Bhatia，海达拉巴迪文 Haidarabadi，卡拉迪文 Karadi，库达本德文 Khudawadi，赫瓦贾文 Khwaja（库卡其文 Khojki），哈特瓦尼卡文 Hatvanika，兰达文 Landa，拉莱文 Larai，洛哈纳基文 Lohanaki（洛哈纳文 Lohana），迈蒙文 Maimon，让迦文 Rajai，萨卡文 Sakkar，什卡普里文 Shikarpuri，塞维尼巴比拉文 Sewhani Bhabhira，特达文 Thatta（塔泰文 Thattai），瓦尼亚文 Vaniya，旺盖文 Wangai，哇尼科文 Waniko。
          - 古木基文（Gurmukhi script）- c.16世纪至今（巴基斯坦，北印度），旁遮普语 Punjabi
          - 朗迪文（Langdi（英语：Langdi script）），用于哈里扬维语 Haryanvi、旁遮普语 Punjabi、萨拉基语 Saraiki的商业活动。
          - 库卡其文（Khojkī（英语：Khojki script））- c.16-20世纪，用于记录穆斯林什叶派伊斯梅里的宗教文学以及一些什叶派穆斯林秘密教派的文学。
          - 玛哈扎尼文（Mahājanī（英语：Mahajani）/Muriya/Modiya），被用于马尔瓦里语 Marwari，印地语和旁遮普语的财务记录，曾广泛用于拼写旁印地语、旁遮普语和马拉雅哈姆语。
          - 库达本德文（Khudabadi script/Khudawadi/Vaniki/Hatvaniki/Hatkai）- c.16世纪至今，用于信德语 Sindhi商业记录。1853年7月，东方研究者理查德·伯顿爵士 Sir Richard Francis Burton 在胡达巴德（Khudabad）当地学者 Munshi Thanwardas 和 Mirza Sadiq Ali Beg 的帮助下创制了由52个字母组成的信度字母。
          - 什卡普里文（Shikarpuri script）- c.16世纪至今，用于信德语。
          - 穆尔塔尼文（Multani script/Karikki/Sarai）- c.18-20世纪，用于信德语 Sindhi、萨拉基语 Saraiki的日常书写和商业活动。

    - 城文/城体（Nāgarī script）- c.7世纪（印度），笈多文的東部變體，城文直接演变为天城文。
      - 安加利普文（Anga Lipi）- c.9– 11世纪，用于安吉卡语 Angika，马加希语 Magahi。
      - 纳加尔巴拉普文（Nagar Barap）-c.2世纪至今
      - 南迪城体文（Nandinagari）- c.8-19世纪，梵语 Sanskrit，卡纳达语 Kannada。
      - 高迪文（Gaudi script），该文字在不同地区有不同的名称，如原始阿萨姆语、原始孟加拉语、原始迈蒂利语、原始奥里亚语。建议使用中性名称，例如缩写为 Proto-BAM、Proto-BAMO。中世纪的高达（地区）目前被称为孟加拉（地区），该文字还在阿萨姆邦、比哈尔邦、奥里萨邦、贾坎德邦、尼泊尔邻近地区和缅甸若开邦使用。
        - 孟加拉－阿薩姆文（Bengali–Assamese script）/东部天城文（Eastern Nagari script）- c.12世纪至今，是孟加拉字母、阿薩姆語字母、蒂尔胡塔语字母的基礎，同時也用於書寫阿萨姆语 Assamese、孟加拉语 Bengali、比什奴普萊利亞語 Bishnupriya、曼尼普尔语 Manipuri、梅泰语 Meitei、锡尔赫特语 Sylheti、桑塔利语 Santali、科克博罗语 Kokborok（Tripuri）、加罗语 Garo、哈戎语 Hajong、恰克玛语 Chakma、吉大港语 Chittagonian，库德马里语 Kudmali、坎塔普里语 Kamtapuri 和其他语言，如安吉卡语 Angika、博多语 Bodo、卡尔比语 Karbi，迈蒂利语 Maithili 、米斯格语 Mising，乌尔都语 Urdu 都曾使用。它最初是用来写梵文的，现代在印度东部继续使用这种梵文文本。
          - 底罗仆多文/弥梯罗字（Mithilākṣara） ，蒂勒胡塔文（Tirhuta script），- c.10世纪至今，梵语 Sanskrit，迈蒂利语，Maithili。
          - 现代阿萨姆文（Assamese alphabet）19世纪初，阿特马拉姆·萨尔玛 Atmaram Sarmah 设计了第一种用于塞兰坡印刷的阿萨姆语文字，孟加拉文和阿萨姆文的石版印刷术逐渐融合为今天使用的标准。目前的标准字母表与孟加拉语字母表除一个字母组合外完全相同。
          - 现代孟加拉文（Bengali alphabet）- 19世纪末以来，，用于孟加拉语 Bengali，阿萨姆语 Assamese，梵语Sanskrit，比什努皮亚语 Bishnupriya，哈戎语 Hajong，库德马利语 Kudmali，科克博罗克语 Kokborok，曼尼普尔语 Manipuri，梅泰语Meithei
            - 科洛玛文（Koloma script）- c.19世纪开始，特维普拉王国就使用孟加拉语文字书写科克伯罗克语 Kók-borok。

      - 凯提文（Kaithi）- c.16-20世纪中叶（北印度），用于安吉卡语 Angika、阿瓦迪语 Awadhi、博普里语 Bhojpuri、印度斯坦语 Hindustani、马加希语 Magahi、迈蒂利语 Maithili、那格普里语 Nagpuri。
      - 西洛蒂城体文（Sylheti Nagri/ Syloti Nagri）-c.16世纪至今，用于孟加拉语 Bengali，多巴希语 Dobhashi、西尔赫蒂语 Sylheti。
      - 天城文/天城体（Devanagari script）- c.10世纪至今（印度），用于超过120种语言，主要用于阿帕布拉姆沙语 Apabhramsha，安吉卡语 Angika、阿瓦迪语 Awadhi，巴吉卡语 Bajjika，比力语 Bhili，博杰普尔语 Bhojpuri，比哈尔语 Bihari，博达尔博语 Boro，布拉格巴沙语 Braj Bhasha，恰蒂斯加尔希语 Chhattisgarhi，多格里语 Dogri，古吉拉特语 Gujarati，哈里扬维语 Haryanvi，印地语 Hindi，印度斯坦语 Hindustani，卡纳达语 Kannada，克什米尔语 Kashmiri，孔卡尼语 Konkani，科沙利奥迪亚语 Koshali Odia，马加希语 Magahi，迈蒂利语 Maithili，马拉地语 Marathi，马尔瓦里语 Marwari，蒙达里语 Mundari ，那格普里语 Nagpuri，尼瓦尔语 Newari，尼泊尔语 Nepali，尼泊尔巴萨语 Nepalbhasa，巴利语 Pāḷi，巴哈里语 Pahari，普拉克里特语 Prakrit，旁遮普语 Punjabi，拉贾斯坦尼语 Rajasthani，萨德里语 Sadri，梵语 Sanskrit，桑塔利语 Santali，萨拉基语 Saraiki，夏尔巴语 Sherpa，信德语 Sindhi，素拉杰普尔语  Surjapuri，乌尔都语 Urdu，以及部分克什米尔语 Kashmiri和吉卜赛语 Romani。天成文与南印度众多古代手稿中常见的南迪城体文（Nandinagari script）有着密切的联系，与东南亚的一些文字有着远近的联系。
        - 那亚城体文（Nayanagari），天城文的连字自由书写系统，包含8个元音和37个辅音，元音被视为完全独立的字母。
        - 莫迪文（Modi script）- c.13或16世纪至今（印度），用于马拉地语 Marathi，孔卡尼语 Konkani，印地语 Hindi，古吉拉特语  Gujarati，卡纳达语 Kannada，泰卢固语 Telugu 和梵语 Sanskrit。
        - 古吉拉特文（Gujarati script）- c.16世纪至今（印度），用于古吉拉特语 Gujarati，库奇语 Kutchi，比尔语 Bhili，顿格拉比尔语 Dungra Bhil，加米特语 Gamit，库克纳语 Kukna，拉杰普特加拉西亚语 Rajput Garasia，瓦格里语 Vaghri，瓦尔利语 Varli，瓦萨维语 Vasavi，梵语 Sanskrit，阿维斯坦语 Avestan（印度琐罗亚斯德教）。
          - 印度的琐罗亚斯德教徒是世界上现存最大的琐罗亚斯德教群体之一，他们会用基于城文字母和阿维斯陀字母表来转录阿维斯陀语。最早见于 12 世纪左右涅廖桑·达瓦尔和当时其他帕西梵语神学家的文献，这些文献与现存最古老的阿维斯陀文字手稿大致同时代。现在阿维斯陀语最常用的是古吉拉特文字（古吉拉特语是印度琐罗亚斯德教徒的传统语言）。一些没有对应符号的阿维斯陀字母会通过额外的变音符号来合成。

        - 贡贾尔贡德文（Gunjala Gondi script/Gunjala Gondi Lipi），- c. 1750至今，用来写贡迪语 Gondi。
        - 巴尔博德文（Balbodh），用于书写马拉地语 Marathi和科尔库语 Korku。
        - 阿汗城体文（Ardhanagri script/Bhatachhari），信德语 Sindhi
        - 信德文（Saindhu script），信德语 Sindhi
        - 马尔瓦里文（Malwari script），信德语 Sindhi
        - 康卡尼文（Konkani alphabets），1987年，以天城文书写的果阿安图兹方言 Goan Antruz dialec 已被宣布为标准康卡尼语 Konkani。
        - 詹蒂查文（Jenticha script），由克里希纳·巴哈杜尔·詹蒂查（Krishna Bahadur Jenticha）（1926-1991）在1942年创制，记录锡金的苏努瓦尔语Sunuwar，最初是一个语音字母，但后来变成了音节字母。
        - 义都阿索布拉文（Idu azobra script），记录义都米什米语 Idu Mishmi
        - 坎布拉伊文（Khambu Rai script），1980年代由Kripasalyan Rai设计，用于西藏东部尼泊尔的拉伊族 Rai的藏缅语班塔瓦语 Bantawa。
        - 基拉特拉伊文（Kirat Rai script），用于西藏东部尼泊尔的拉伊族 Rai的藏缅语班塔瓦语 Bantawa。
        - 娜奥里亚普洛文（Naoriya Phulo script，Naoria script，Invented Meitei Yelhou Mayek script，Invented Meetei Yelhou Mayek script），是由 Laininghan Naoriya Phulo（1888-1941）发明的文字，用于书写梅泰语 Meitei（正式名称为曼尼普尔语 Manipuri）。

      - 尼泊尔文（Nepalese scripts）/尼泊尔里皮文（Nepal Lipi）- c.10世纪至今 
        - 蘭札类型 Rañjana style
          - 蘭札文（Ranjana script/Rañjanā）- c.1150年至今（尼泊尔），用于尼瓦尔语 Newari，也可以用于梵语 Sanskrit。藏传大乘佛教和密教在传统上各种真言也用此书写。Kutakshar是蘭札文字母组合。它是唯一一种可以以字母组合形式书写的尼泊尔文字，形式從上至下書寫。。
            - 兰擦文（Lanydza（英语：Lantsa）），蘭札文字传到西藏，被称作 (Lanja/Landzha/Lantsha/Lentsa/Lendza，藏文：ལཉྫ་、扩展威利转写: lany+dza) ，直接源于梵语的 Rañja，与尼泊尔的标准蘭札文略有不同，在西藏用于记述梵语的文章。最常用于藏语文献的标题，将梵文标题用兰扎字母书写，而之后的内容则用藏文字母转写、并加藏语翻译。另外在寺院墙壁、轉經筒、曼荼羅的装饰中也能见到。它通常從左至右橫寫。
            - 索永布文（Soyombo script），由札那巴札尔（即第一世哲布尊丹巴呼图克图）于1686年创制蒙古语字母，也用于藏语和梵语。

        - 平头类型 Flat-headed style
          - 普拉恰利特尼泊尔文（Prachalit Nepal script）/纽瓦文（Newa），用于书写尼泊尔巴萨语 Nepal Bhasa，梵语和巴利语。
          - 帕丘莫尔文（Pachumol script）
          - 辛莫尔文（Hinmol script）
          - 昆摩文（Kunmol script）

        - 弯头类型 Curve-headed style
          - 菩吉摩爾文（Bhujimol scriptt），是尼泊尔最古老的文字形式。
          - 利图莫尔文（Litumol script）
          - 克文莫尔文（Kwenmol script）
          - 戈尔莫尔文（Golmol script）

      - 普拉纳加里文（Pranagari script）- c.8世纪，梵语
      - 卡維文（Kawi script/Aksara Kawi/Aksara Jawa Kuna/Old Javanese script）- c.7-16世纪（印尼），起源於爪哇的書寫系統，在东南亚海岛廣泛地被使用。
        -           - 古卡維文（Old Kawi script）- c.7-10世纪，卡维语 Kawi（古爪哇语 Old Javanese）
          - 爪哇維文1期（Javanese Kawi I）- c.910–950
          - 爪哇維文2期（Javanese Kawi II）- c.1019-1042
          - 爪哇維文3期（Javanese Kawi III）- c.1100–1220
          - 卡迪里时期四期（Kadiri period Quadrate script）- c.1050–1220

        - 东南亚海岛的书写系统
          - 布达文（Buda script），c.14th–18th（印尼）
            - 默拉皮-默巴布类型（Merapi-Merbabu's model），用古爪哇语，古巽他语写成
            - 西爪哇类型（West Java's model），用古爪哇语，古巽他语写成

          - 爪哇文（Javanese script/Aksara Jawa/Hanacaraka/Carakan）- c.11世纪至今（印尼），梵语，爪哇语 Javanese
            - 馬都拉文（Madurese script），馬都拉語Madurese

          - 巴厘文（Balinese script/Aksara Bali/Hanacaraka）- c.11世纪至今（印尼），巴厘语 Balinese，
            - 萨萨克文（Sasak script），经过修改之后的巴厘文字，还能用来书写通行于龙目岛上的萨萨克语 Sasak。

          - 古巽他文（Old Sundanese Script/Sunda Kuno）- c.14-18世纪（印尼）
            - 卡卡拉坎文（Cacarakan script）- c.19-20世纪（印尼）
            - 巽他文（Sundanese script）- c.20世纪（印尼），巽他语 Sundanese

          - 巴塔克文（Batak script）/苏拉特巴塔克（surat Batak）- c.14世纪至今（印尼）巴塔克语 Batak
            - 巴塔克西玛隆贡文（Batak Simalungun script/Timur alphabet）
            - 巴塔克帕克帕克文（Batak Pakpak script）/达里文（Dairi alphabet）
            - 巴塔克卡罗文（Batak Karo script）
            - 巴塔克曼特宁文（Batak Mandaling script）
            - 多巴巴塔克文（Toba Batak script）

          - 隆塔拉文（Lontara script/Bugis script/Buginese）- c.14世纪至今（印尼），用于布吉语 Buginese，马卡萨语 Makassar，曼德尔语 Mandar。
          - 望加锡文（Makasar script/Old Makassarese/Makassarese bird script）- c.17-19世纪（印尼），望加锡语 Makassarese
          - 比马文（Bima script/Old Bimanese script）- c.14-17世纪（印尼）比马语 Bimanese。
          - 雷姜文（Rejang script）是一组密切相关的文字，书写马来语、雷姜语。
            - 卡甘加文（KaGaNga script）在字母表的前三个字母之后，雷姜文有时也被称为卡甘加文 KaGaNga。
            - 班古鲁文（Bengkulu script）
            - 勒姆巴克文（Lembak script）
            - 林塘文（Lintang script）
            - 勒邦文（Lebong script）
            - 塞拉威文（Serawai script）

          - 仁崇文（Ulu scripts/Rencong scripts）/苏拉特乌卢文（Surat Ulu scripts）/上游文字（upriver scripts），是一组密切相关的文字，被用于母语和马来语。
            - 葛林芝文（Kerinci script）
            - 明古鲁文（Bengkulu script）
            - 巨港文（Palembang script）
            - 楠榜文（Lampung script）
            - 因康文（Incung script）
            - 奥根文（Ogan script）
            - 帕瑟玛文（Pasemah script）

        - 苏亚特文（Suyat），菲律宾古代书写系统的统称。
          - 貝貝因文（Baybayin）- c.13-18世纪 ，用于伊洛卡诺语 Ilokano、卡班班干语 Kapanpangan、班诗兰语 Pangasinan、他加禄语 Tagalog、比科尔语 Bikol、维萨扬语 Visayan，还有其他菲律宾语言。但它在现代菲律宾也得到了一定程度的复兴，有人尝试对其进行现代化改造，比如添加文字中原本没有的 R、C、V、Z、F、Q 和 X 等字母，以便更容易书写现代菲律宾语单词。
            - 巴迪拉蒂（Badlit script），米沙鄢語Bisayan（维萨扬语Visayan）。
            - 巴萨汉文（Basahan script），薄荷岛Bicol比科尔语Bikol
            - 庫利坦文（Kulitan alphabet/Súlat Kapampángan/Pamagkulit）- c.1300至今，中吕宋邦板牙語 Kapampangan。
            - 庫瑞伊坦文（Kur-itan script），伊洛卡诺语 Ilocano。
            - 班诗兰文（Pangasinan script）
            - 他加禄文（Tagalog script）

          - 布希德文（Buhid script）- c.1300年至今，民都洛岛布希德语 Buhid。
          - 哈努诺文（Hanunuo script）- c.1300至今，民都洛岛哈努诺语 Hanunó'o。
          - 塔格班瓦文（Tagbanwa script/Apurahuano）- c.1300至今，巴拉望岛中部和北部塔格班瓦语 Tagbanwa。
          - 巴拉万文（Palaw'an script），巴拉望岛巴拉望语 Palawan。

  - 帕拉瓦文（Pallava script）
    - 古高棉文（Old Khmer script）/古吉蔑文
      - 高棉文（Khmer script）/吉蔑文
        - 泰国高棉文（Khom Thai，又称为孔泰文）是泰国用于书写巴利语的文字，为从左到右书写。
        - 拉芬文（Laven script）老听大民族中只有拉芬族拉芬族语Laven有自己的文字，其特点与高棉文字相似。

      - 泰文（Thai script），在泰国用于书写泰语，南泰語和一些其他少数民族语言
      - 老撾文（Lao script），在老挝用於老挝语，亦用於書寫該國其他民族的語言。
        - 克木文（Khmu language），始于20世纪50年代的 William Smalley 的工作。他是第一个使用老挝文字书写克木语 Kmhmu 的人。
        - 創世紀苗文 （Nyiakeng Puachue Hmong），1980年代由 Reverend Chervang Kong 創制，使用於他的聯合基督徒自由福音派教會（United Christians Liberty Evangelical Church）中。

    - 驃文（Pyu script）- c.3-13世纪，為驃語的文字系統。
      - 古孟文（Old Mon script）- c.6世纪开始 歷史上曾經用來書寫孟語
        - 恰克玛文（Chakma script）- c.6-8世纪，孟加拉国和印度东北部的藏缅人
          - 原始查克玛文（Proto Chakma script）于公元6世纪左右发展。
          - 古查克玛文（Old Chakma script）于公元8世纪发展。
          - 经典文学查克玛文（Classical Literary Chakma script）在11至15世纪被使用
          - 标准查克玛文（Standard Chakma script）在20世纪得到发展和复兴

        - 谭昌雅文（Tanchangya alphabet/Ka-Pat）用于谭昌雅语Tanchangya。
        - 莱克文（Leke script）- c.1860，是1830年至1860年间发展起来的，使用于佛教莱克教派的东普沃克伦语 Eastern Pwo，西普沃克伦语 Western Pwo，克伦语 Karen，莱克人自己称他们的文字为鸡刮字母（Chicken Scratch script）。
        - 缅文（Burmese alphabet）- c.1050（缅甸）缅语Burmese，稍加改造后也用来书写孟语、斯高克伦语、东波克伦语、西波克伦语、克耶语、掸语等缅甸少数民族语言以及德宏傣语（傣绷文）。
          - 阿洪姆文（Ahom script）- c.13-19世纪
          - 坎底文（Lik-Tai script）
          - 老傣泐文（Tai Tham），西雙版納老傣文/蘭納文。
          - 新傣泐文（New Tai Lue），西雙版納新傣文。
          - 傣那文（Tai Le），德宏方形傣綳文。
          - 撣文（Shan），德宏圓形傣綳文。
          - 傣黯文（Tai Dam），金平白傣文/越南黑傣文。
          - 斯戈克伦文（S'gaw Karen alphabet），1832 年由美国传教士乔纳森•韦德博士（ Dr． Jonathan Wade）在克伦人柯大蒲（ Ko Tha Byu）的协助下创制的。

#### 最终的辅音变音附标
在至少一个元音附标文字中，不仅元音而且任何音节的最后辅音都是用变音符号写的。
- 绒巴文/雷布查文（Lepcha script/Róng）
- 翁本高棉文（Ong Khom scripts），是反法国殖民者的领导人翁格玛达姆（Ong Kommadam）1924年发明的。该文字可用于写各种巴林语Bahnaric，包括拉文方言 Laven，以及朱语 Jru'、苏语 Su'，以及翁格玛达姆的母语阿拉克语Alak之类的语言。Khom一词最初是指高棉人，但后来它被应用于相关的南亚民族，如老挝Theung人，他们中的许多人曾支持翁格玛达姆。

#### 其他元音附标文字
- 加拿大原住民音節文字（Canadian Aboriginal syllabics），用于克里语 Cree（包括东方克里语 Eastern Cree、伍兹克里语 Woods Cree、沼泽克里语 Swampy Cree、平原克里语 Plains Cree），因纽特语 Inuktitut，阿尔冈昆语族 Algonquian的奥杰布瓦语 Ojibwe，黑腳語 Blackfoot，阿萨巴斯卡语支 Athabaskande 的 Dakelh（Carrier），奇帕维安语 Chipewyan，斯拉维语 Slavey，多格里布语 Tłı̨chǫ（Dogrib），比弗语 Dane-zaa（Beaver）.
  - 克里音节文字（Cree syllabics）
    - 西克里音节文字（Western Cree syllabics）
    - 东克里音节文字（Eastern Cree syllabics）

  - 因纽特音节文字（Inuktitut syllabics）
  - 黑腳語音节文字（Blackfoot syllabics）
  - 德内音节文字（Carrier syllabics）
- 狄摩文（Dham script）狄摩語
- 埃塞俄比亚字母（Ethiopic）/斐德子母音合成字母（Fidel alphabet），用來書寫	埃塞俄比亚和厄立特里亚的闪米特吉茲語 Geʽez，阿姆哈拉語 Amharic、提格利尼亞語 Tigrinya、提格雷語 Tigre、古拉格語 Sebat Bet Gurage、梅恩语 Meʼen、哈勒爾語 Harari，布林语 Bilen，阿努克语 Anuak，及其他語言（包括各种闪米特语，庫希特語族 Cushitic 和尼罗-撒哈拉语系 Nilo-Saharan），如奧羅莫語 Oromo。
  - 古埃塞俄比亚字母（Old Ethiopic）/古盖伊兹字母（Old Geʻez alphabet），公元前一世纪出现。
  - 吉茲字母（Geʽez abugida（英语：Geʽez script）），元音附标文字，现代吉茲字母。
  - 阿姆哈拉字母（Amharic alphabet）
  - 提格里尼亚字母（Tigrinya alphabet）
  - 古拉格字母（Gurage alphabet）
  - 提格雷字母（Tigre alphabet）
  - 布林字母（Bilen alphabet）
  - 梅恩字母（Meʼen alphabet）
  - 哈勒爾字母（Harari alphabet）
  - 阿努克字母（Anuak alphabet）
- 佉卢文（Kharoṣṭhī）/犍陀羅文，记录健驮逻语。用于拼写普拉克里特诸语言。起源于古代犍陀罗,后来流行于中亚广大地区的一种文字。
  - 克信文（Kohi script），从公元前3世纪到公元八世纪在中亚地区犍陀罗使用的，巴基斯坦考古学家纳西姆·汗（M. Nasim Khan）是第一个发现这种文字书写的铭文的人。确定了该文字的真实名称即在不同的古代文献中都提到过的安佉書（Puṣkarasāri）。
  - 佉卢文于阗语，主要是记录佉卢文塞语-于阗语。
  - 佉卢文塞语，克劳斯·T·施密特 (Klaus T. Schmidt) 在2018年论文中介绍了10篇用佉卢文书写的文本的译文，声称这些文本是用第三种吐火罗语写成的，称之为Lolanisch。2019年的研究认为，文本记录的语言既不是吐火罗语也不是普拉克里特诸语言，而是一种塞语。
  - 佉卢文楼兰语，英国牛津大學托马斯·伯罗教授在1935年指出鄯善國民用的語言楼兰语與吐火羅語有很多共同點但不完全相同，这些文献以犍陀罗语写成，但包含明显源自吐火罗语的借词，是第三種吐火羅语，名为丙种吐火羅语。有时也被称为 Kroränian 或 Krorainic。
  - 贵霜-伊塞克文（Kushan Script），月氏文字，语言被称之为ento-吐火罗语，2023年3月，德国科隆大学团队部分成功破译了贵霜使用的一种官方文字，语言是一种前所未知的中古伊朗语，这种语言（铭文）在塔吉克、乌兹别克、阿富汗都有发现，使用于公元前200-700年间，极有可能是贵霜部落本来的语言。
- 库鲁克班纳文（Kurukh language），1991年由来自奥迪沙 Odisha 的 Basudev Ram Khalkho 发布，Kurukh Parha 教授在奥里萨邦的 Sundargarh 区推广。恰蒂斯加尔邦、孟加拉邦、贾坎德邦和阿萨姆邦的奥兰人 Orao n也使用该字母表。
- 姆旺维戈字母（Mwangwego script），用于马拉维语 Malawia，诺伦斯·摩西·姆旺维戈 Nolence Moses Mwangwego 于1979年开始创建，并在1997年之前创建了其他符号。
- 皮特曼速记（Pitman shorthand），英国人 Isaac Pitman 爵士（1813-1897）开发的英语速记系统，这些符号代表声音，而单词在很大程度上是按照所说的方式书写的。
- 柏格理苗文（Pollard script），1905年，英国卫理公会传教士柏格理在苗族教徒杨雅各、汉族教徒李司提反等协助下，在贵州威宁的石门坎地区创制。记录苗语滇东北次方言。大花苗老苗文（滇东北老苗文）、大花苗规范苗文、柏格理小花苗文、柏格理歪梳苗文。
  - 柏格理彝文/黑彝文，云南昆明市禄劝县彝族，记录的是彝语东部方言。
  - 柏格理白彝文
  - 柏格理甘彝文
  - 柏格理傈僳文，云南昆明市禄劝县傈僳族，记录的是傈僳语禄劝方言。
  - 柏格理布依文（框格式傈僳文、傈坡文），使用柏格理字母记录布依语。
- 尔玛文，用于拼写羌语的全音素文字，由魏久乔等多名羌语学者创制。设计灵感来源于羌族特有的羊角纹和云纹。
- 萨帕洛文（Sapalo script），由谢赫·巴克里·萨帕洛 Sheikh Bakri Sapalo 在20世纪50年代末发明的，记录奧羅莫語 Oromo。它本质上是半音节的，但是缺少许多系统中固有的元音。在实际使用中，所有辅音字符都必须用元音符号或单独的标记来标记，以表示长辅音和不带元音的辅音。
- 苏努瓦尔文（Sunuwar Lipi/Jenticha alphabet/Koĩts Lipi/Mukhiya script）,锡金的苏努瓦尔语，由卡纳·巴哈杜尔·苏努瓦尔 Karna Bahadur Sunuwar 于1942年创制。
- 加布利它拿文（Gabulhi Thaana），最早于18世纪初在马尔代夫的文献中出现，写成连续文本。
  - 它拿字母（Thaana），马尔代夫迪维希语Dhivehi。
- 托马斯自然速记（Thomas Natural Shorthand），由 Charles A. Thomas 创建的英语速记系统，于1935年首次发布。
- 蒂卡穆利文（Tikamul（英语：Sunwar language）），锡金的苏努瓦尔语，2005年创制。

#### 基于元音的附标文字
在一些附标文字中，元音是基本的，辅音是次要的。
- 博伊德音节速记（Boyd's syllabic shorthand），是罗伯特·博伊德发明的一种速记系统，最初于1903年出版，1912年更新。在这个系统中，符号通过方向和形状来区分，形状代表元音，方向代表辅音。
- 救世苗文（Pahawh Hmong），没有辅音，则可以理解为/k/；辅音是在语音中位于其前面的元音之后书写的。
- 日语盲文，以一个盲符表示所有五十音上的假名，并用一些点位来表示拗音、浊音、半浊音等。元音而不是辅音具有独立的地位，当辅音是y或w时，元音被修饰。